# Place des Sciences
La place des Sciences est un ensemble architectural de style brutaliste situé à Louvain-la-Neuve, section de la ville belge d'Ottignies-Louvain-la-Neuve, en Brabant wallon.
L'ensemble constitué par la place des Sciences et l'ancienne bibliothèque des Sciences, édifié de 1970 à 1976, a été principalement conçu par l'architecte belge André Jacqmain et son équipe de l'Atelier d'Architecture de Genval,,.
Depuis 2025, l'ancienne bibliothèque des Sciences qui se dresse sur la place est classée comme monument historique et le Musée L qu'elle abrite a une étoile dans le Guide vert Michelin.

## Historique

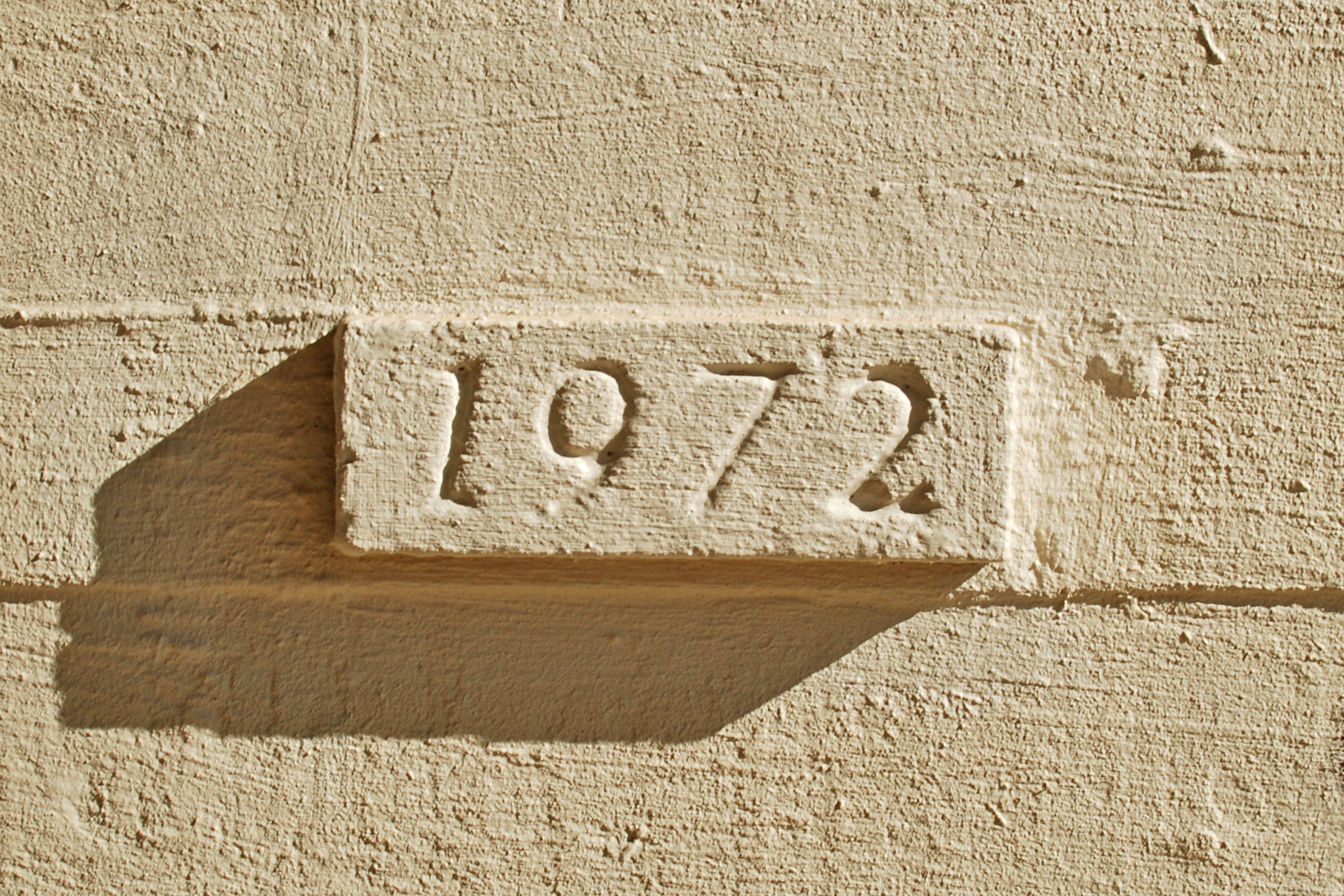
Millésime et « béton brut » des restaurants universitaires.

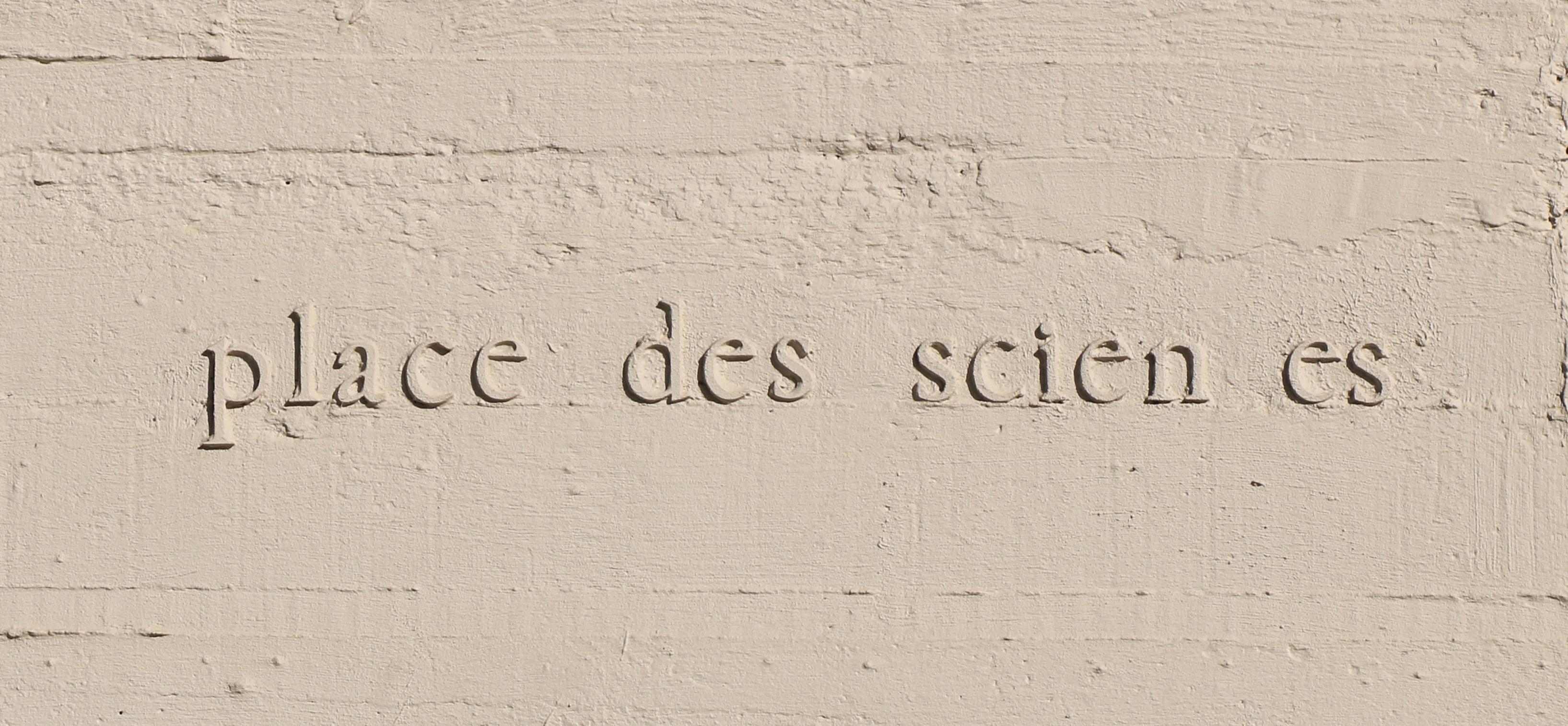
Le nom de la place sur le mur des restaurants universitaires.

### Genèse de la ville universitaire de Louvain-la-Neuve
Au cours des années 1960, le nombre d'étudiants de l'Université catholique de Louvain augmente rapidement en raison de l'évolution démographique et de la démocratisation des études supérieures. La loi du 9 avril 1965 sur l'expansion universitaire autorise la partie francophone de l'Université à envisager son expansion à Woluwe-Saint-Lambert et en Brabant wallon, ce qui amène l'Université à acquérir 150 hectares dès septembre 1966 sur le plateau agricole de Lauzelle à Ottignies.
Par ailleurs, les tensions entre les communautés linguistiques francophone et néerlandophone deviennent explosives à cause des revendications du mouvement flamand (né dès 1840) qui exige l'homogénéité culturelle de la Flandre. Ces tensions atteignent leur paroxysme en 1967-1968 avec l'affaire de Louvain, crise politique connue sous les noms de « Walen Buiten » (« Les Wallons dehors ») et de « Leuven Vlaams » (« Louvain flamande ») durant laquelle les Flamands exigent le départ des étudiants francophones de Louvain au nom du droit du sol et de l'unilinguisme régional, ce qui amène l'Université à décider le transfert intégral de sa section francophone hors de Louvain et à faire sortir de terre une ville universitaire entièrement neuve à Ottignies à partir de 1970,.
La loi du 24 mai 1970 institue deux universités séparées, la première pierre de la ville nouvelle de Louvain-la-Neuve est posée le 2 février 1971 et la faculté des Sciences appliquées ainsi que les premiers habitants s'y installent dès 1972.

### Construction de la place des Sciences
La place des Sciences et l'ancienne bibliothèque des Sciences, qui en orne le côté oriental, ont été construites en 1969-1976 par l'architecte André Jacqmain,, qui avait déjà eu l'expérience d'un chantier universitaire en 1968 avec l'édification du Restaurant universitaire du Campus du Sart Tilman pour l'Université de Liège,. 
Selon Jean-Marie Lechat, « Jacqmain est alors considéré comme l'un des meilleurs, sinon le premier, architecte belge » et il « obtient carte blanche pour réaliser tout l'ensemble des immeubles entourant la place des Sciences ». « Aucun architecte après lui, sauf Philippe Samyn bien plus tard, n'obtiendra un tel ensemble architectural et urbanistique à dominer » selon Jean-Marie Lechat.
Chacun des bâtiments de la place (sauf le café) porte une petite plaque qui indique l'année de la fin de sa construction :
- 1972 : restaurants universitaires
- 1973 : ancienne bibliothèque des Sciences, réaménagée pour y accueillir le "Musée L" (Musée universitaire)
- 1973 : ancienne poste
- 1975 : bâtiment Pythagore (ancien Centre de calcul, édifice non réalisé par André Jacqmain)
- 1976 : auditoires des Sciences

## Statut patrimonial
L'ensemble des bâtiments de la place des Sciences fait l'objet d'une « inscription » comme « monuments » et figure à l'Inventaire du patrimoine immobilier culturel de la Wallonie sous la référence 25121-INV-0089-01.
Le 4 juin 2025, la ministre wallonne du patrimoine annonce avoir procédé au classement de l'ancienne bibliothèque des Sciences comme monument historique,,,. Il s'agit du deuxième édifice de Louvain-la-Neuve à bénéficier d'une mesure de classement, après la ferme du Biéreau.
À l'occasion de ce classement, la ministre wallonne du patrimoine déclare : « En classant aujourd'hui l'ancienne bibliothèque des sciences de l'UCLouvain, devenue Musée L, nous posons un acte fort pour la reconnaissance du patrimoine du XXe siècle. Ce bâtiment emblématique raconte une histoire. Sa singularité, sa volumétrie audacieuse, son intégration à la place des Sciences en font une œuvre à part, désormais protégée. L'architecture contemporaine mérite elle aussi d'être protégée. C'est la reconnaissance d'un patrimoine parfois méconnu, souvent jugé trop récent, mais qui mérite pleinement sa place au sein du patrimoine wallon. »,.
La même année, le Musée L, qui est installé dans l'ancienne bibliothèque des Sciences, obtient une étoile dans le Guide vert Michelin, édition 2025.

## Réputation
Paris Match estime que « La place des Sciences symbolise à elle seule la modernité de Louvain-la-Neuve […] L'utilisation, tant pour les éléments portants que pour les luminaires qui ponctuent la place, de voiles en béton armé coulés sur place a permis une réalisation rapide de l'ensemble. De plus, cette technique a autorisé un jeu subtil de courbes et de lignes droites dont le rendu sculptural ne laisse personne indifférent. ».

## Urbanisme
Les concepteurs de Louvain-la-Neuve ont veillé à la mixité entre les bâtiments académiques et ceux destinés à la vie urbaine. Selon Jean Remy « pour préserver un bon équilibre, on proposa de distinguer des places à dominante urbaine par rapport à des places académiques situées à proximité ». Cette dualité se retrouve ici, où la place des Sciences est proche de la place des Wallons, tout comme elle se retrouve dans l'actuel centre-ville où la Grand-Place est entourée de places académiques comme la place Montesquieu et la place du Cardinal Mercier.

## Architecture

### Style brutaliste
Les bâtiments qui entourent la place des Sciences sont très représentatifs de l'architecture brutaliste, caractérisée notamment par des façades de « béton brut » sans revêtement, dont les surfaces présentent souvent une texture héritée du bois de coffrage, le béton « brut de décoffrage »,, gardant la marque des planches de bois qui ont servi au moulage, leurs veinures ainsi que leurs lignes de jointure.
Tandis que le centre de la ville est construit avec seulement un clin d'œil aux tendances brutalistes, le quartier est de la ville, qui constituait la première phase du développement de la ville, et qui fut édifié dès le début des années 1970 pour regrouper les tours et bâtiments des facultés des sciences, des sciences appliquées et des sciences agronomiques, présente un caractère brutaliste marqué, qui caractérise le Cyclotron, la place des Sciences, l'ancienne bibliothèque des Sciences, la place Sainte-Barbe et la place Croix-du-Sud.

« Béton brut »
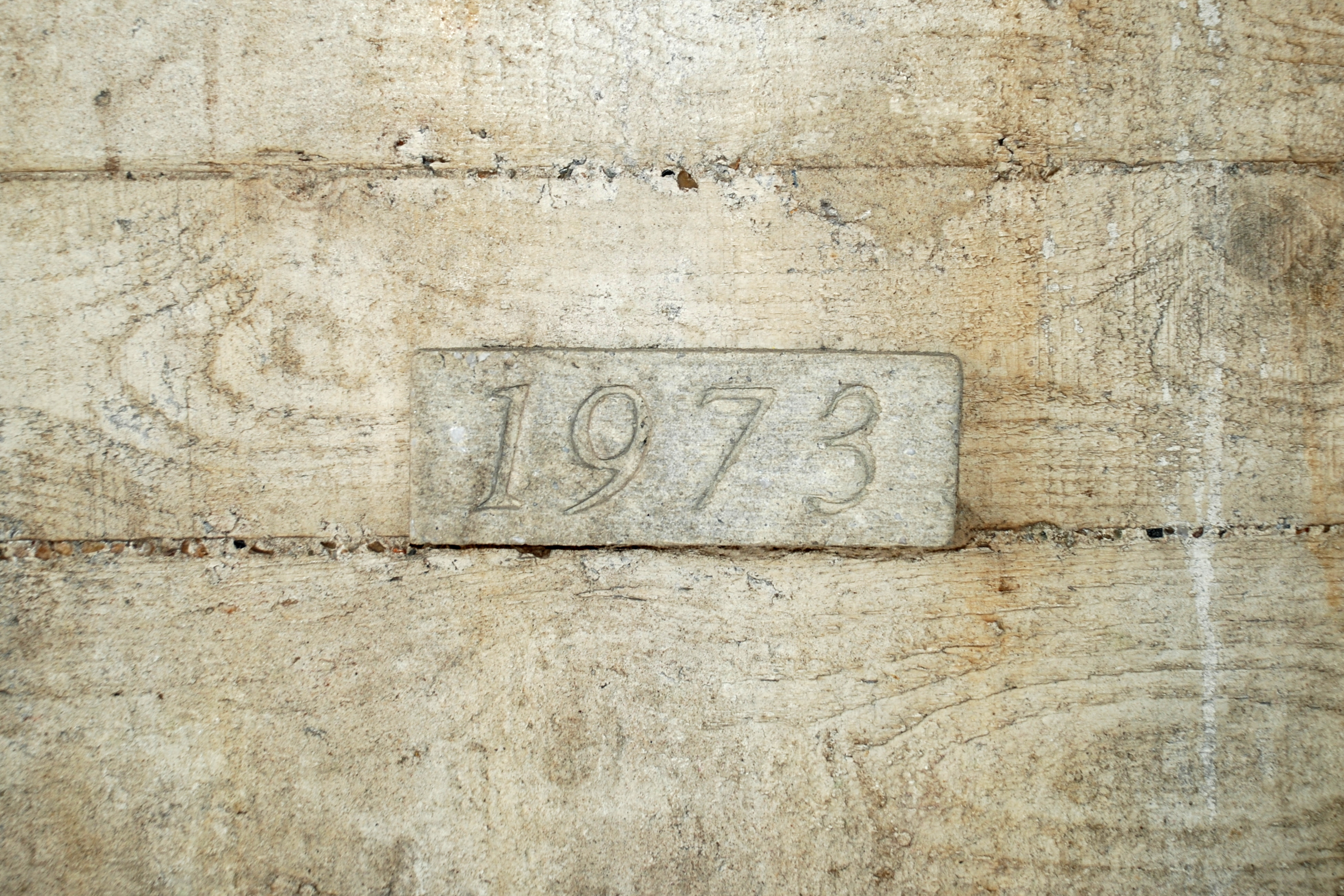
Millésime et « béton brut » de l'ancienne poste.
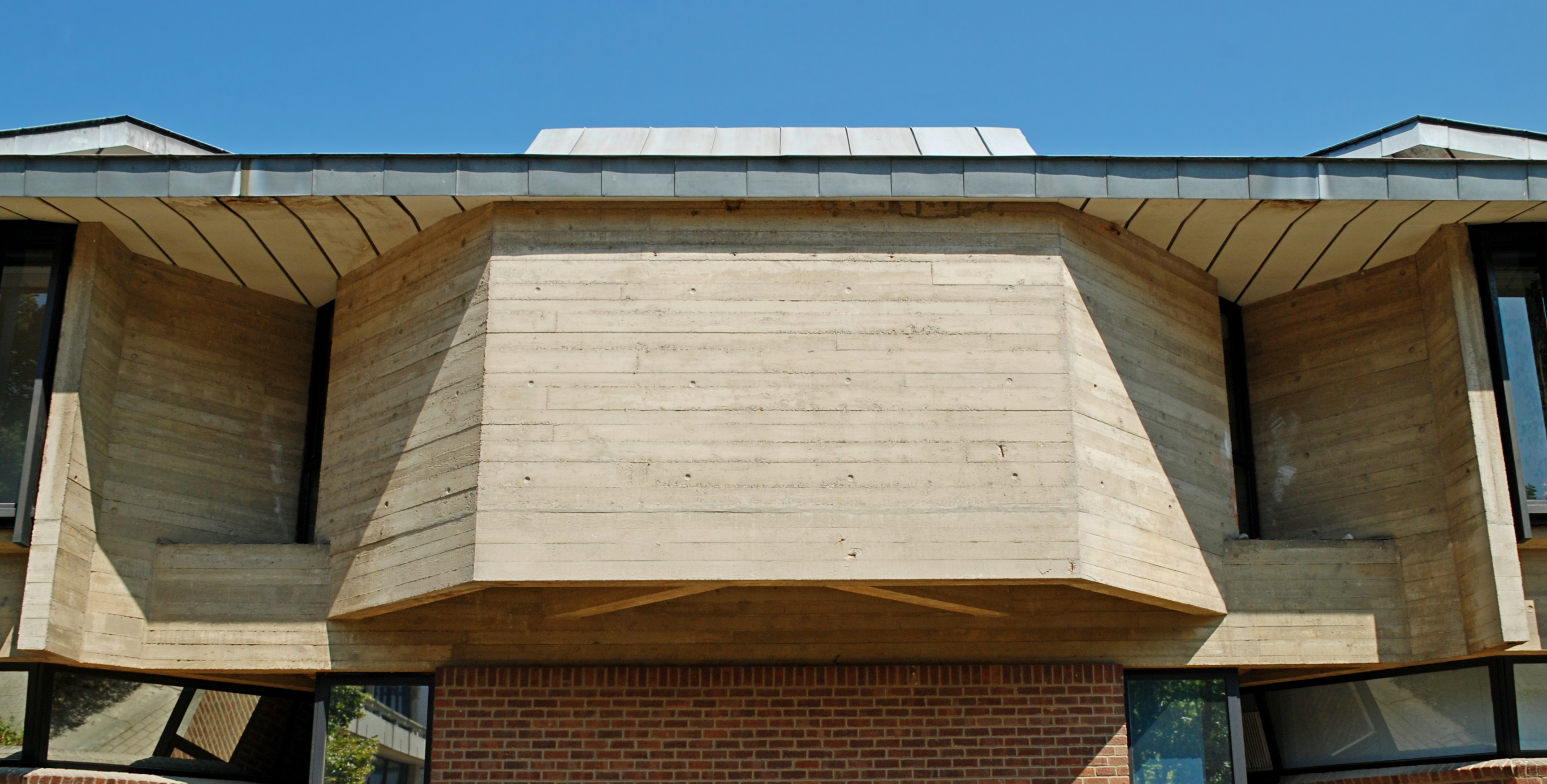
« Béton brut » du bâtiment Pythagore (ancien Centre de calcul).
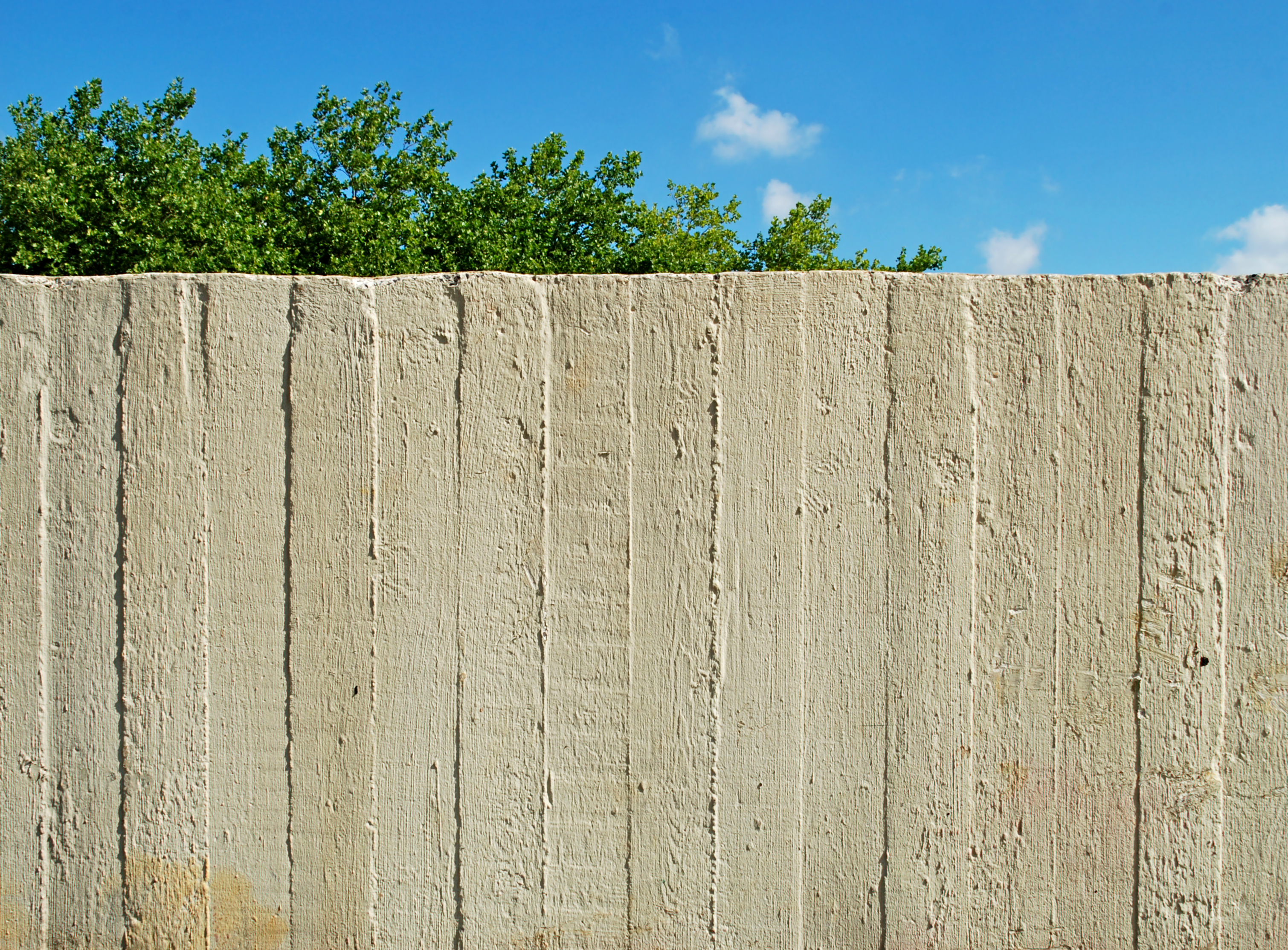
« Béton brut » aux abords des Auditoires des Sciences.

### Place des Sciences
Entouré de gradins en béton et en bois, le centre de la place est situé en contrebas par rapport aux bâtiments et est revêtu d'un plancher de 700 m2 en bois indigène, fait de chêne du Domaine royal de Ciergnon et de la région de Chimay. 
Le côté ouest de la place est orné de hauts réverbères prenant l'aspect de colonnes en « béton brut » en forme d'équerre, un motif que Jacqmain utilise sur trois des quatre bâtiments dont il a ceint la place : l'ancienne bibliothèque des Sciences, la Poste et les restaurants universitaires, mais pas les auditoires.
On notera que le pavement de la place n'est pas constitué des pavés de béton blancs connus sous le nom de « Blanc de Bierges » que l'on retrouve dans toute la ville de Louvain-la-Neuve, et en particulier à la Place Sainte-Barbe et à la place Croix-du-Sud, mais de rectangles de carreaux rouges bordés de béton. On retrouve cependant ces pavés « Blanc de Bierges » sur le côté et à l'arrière de la bibliothèque des Sciences.

La place
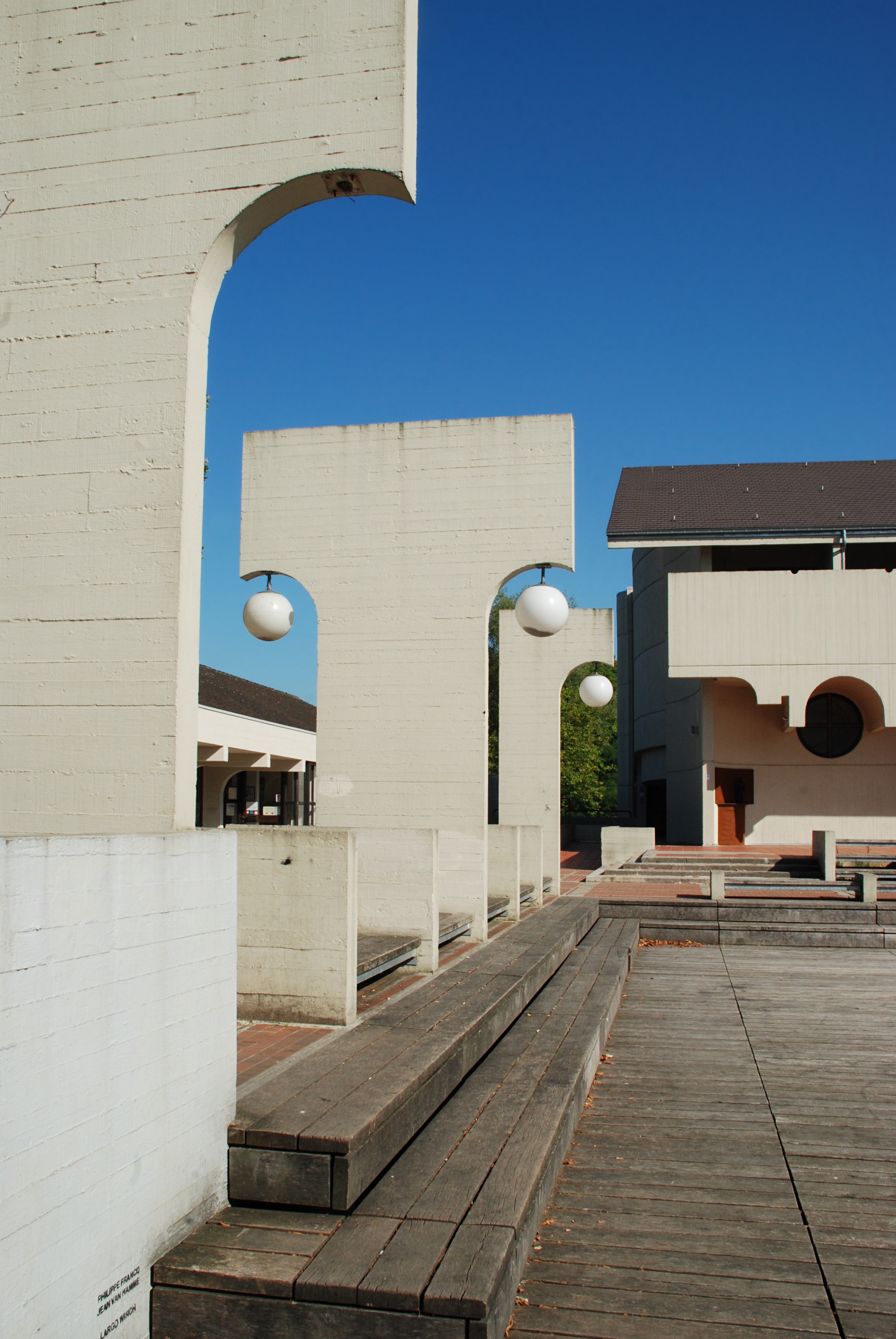
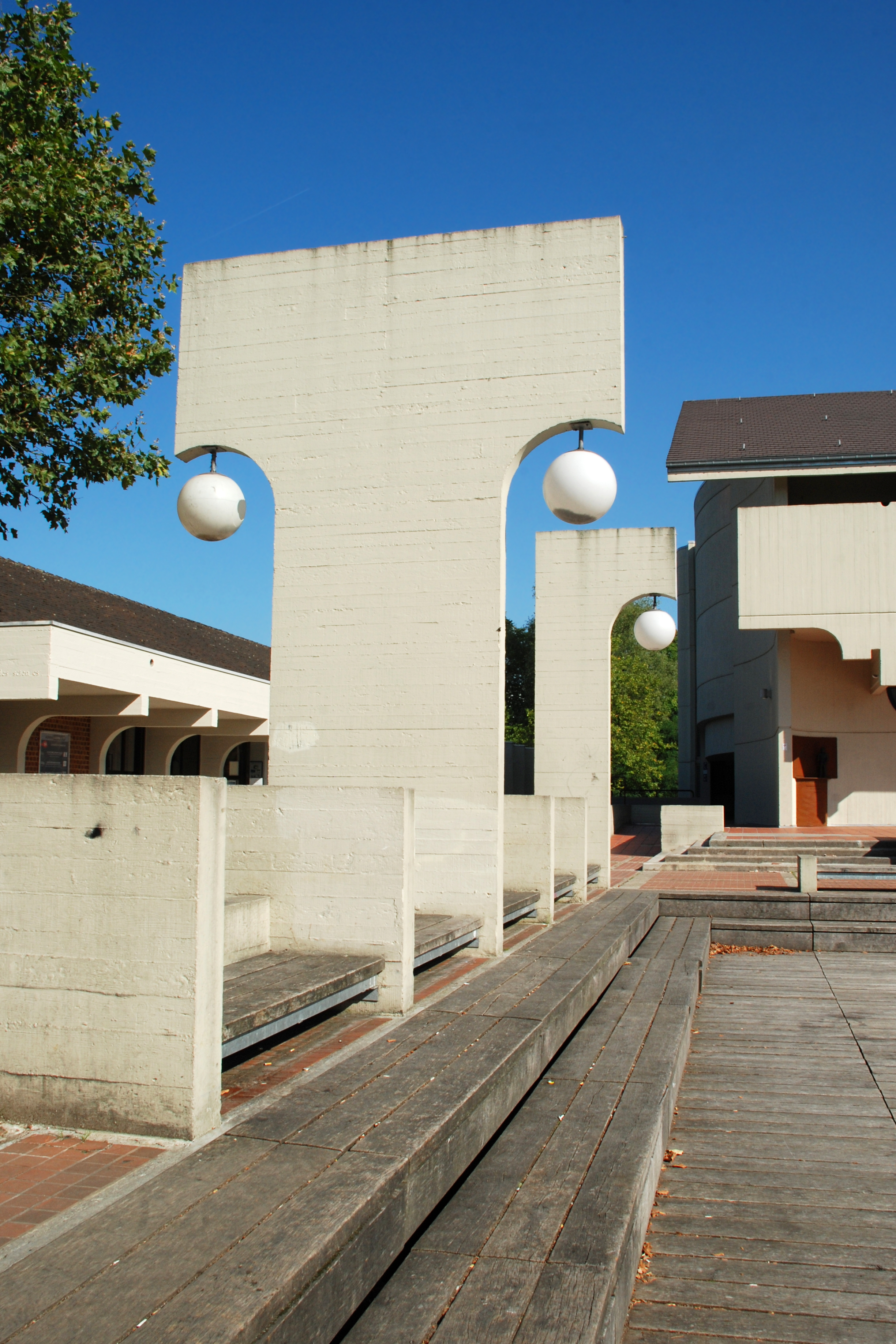
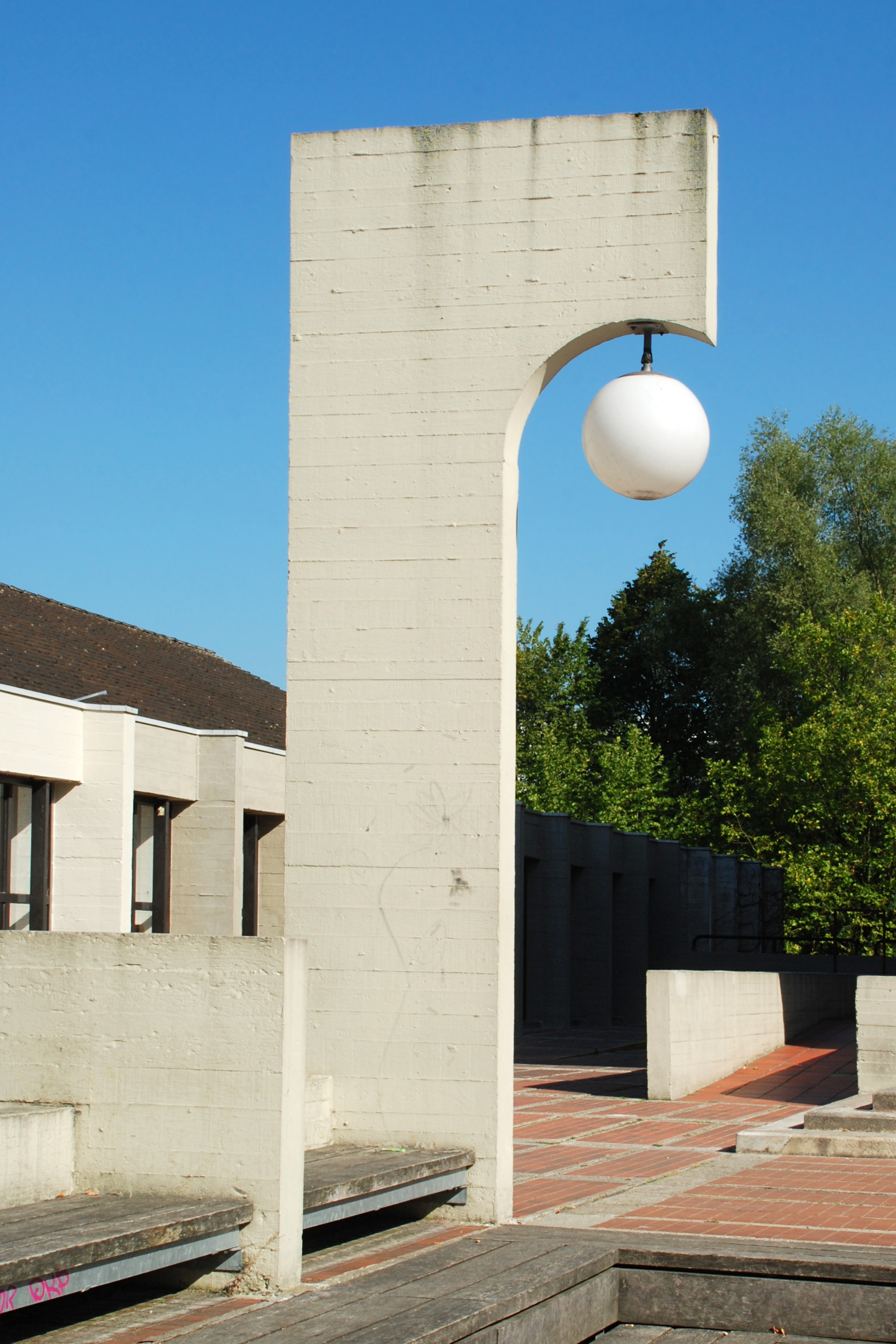
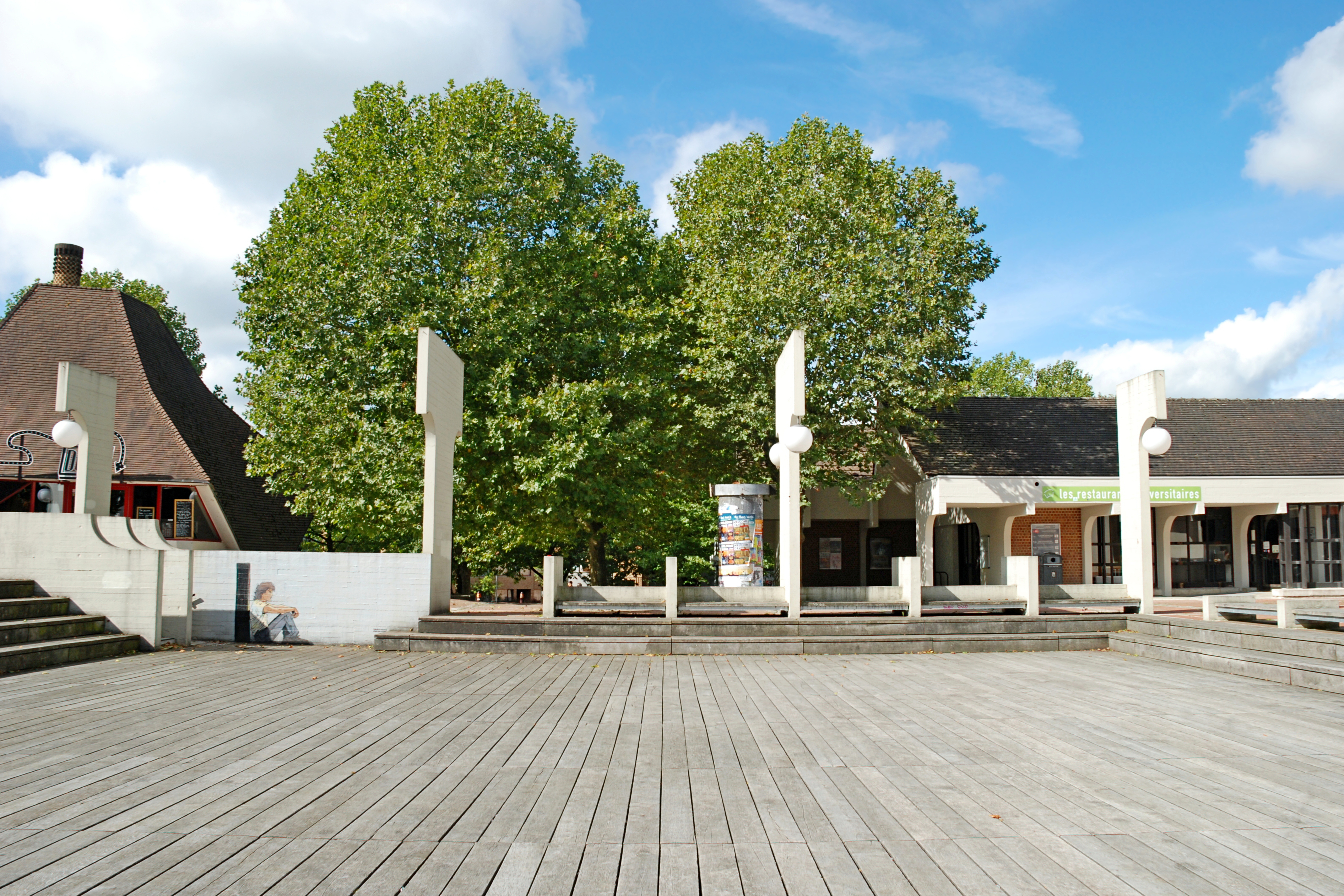

### Bâtiments
La place est bordée de quatre bâtiments réalisés par André Jacqmain, auxquels s'ajoutent dans les angles sud-est et sud-ouest deux bâtiments qui, tout en étant réalisés en « béton brut », sont d'un style différent.
Tous ces bâtiments (sauf le café) portent une petite plaque qui indiquent leur année de construction, et c'est dans cet ordre que nous les présentons ci-dessous.

#### Restaurants universitaires (1972)
Le côté ouest de la place est bordé par les restaurants universitaires,, orientés vers la place Galilée.
Les restaurants universitaires, dont les façades combinent briques et « béton brut » (avec une nette prédominance de ce dernier), sont recouverts de deux toitures en bâtière d'ardoises presque symétriques, dont les eaux s'écoulent dans de puissantes corniches en forte saillie portées par des colonnes en « béton brut » en forme d'équerre.
Le niveau inférieur, situé place Galilée, face à la rue des Wallons, abrite la médiathèque et la bibliothèque de Louvain-la-Neuve.
Le bâtiment fait l'objet d'une « inscription » comme monument et figure à l'Inventaire du patrimoine immobilier culturel de la Wallonie sous la référence 25121-INV-0072-01.

Les restaurants universitaires
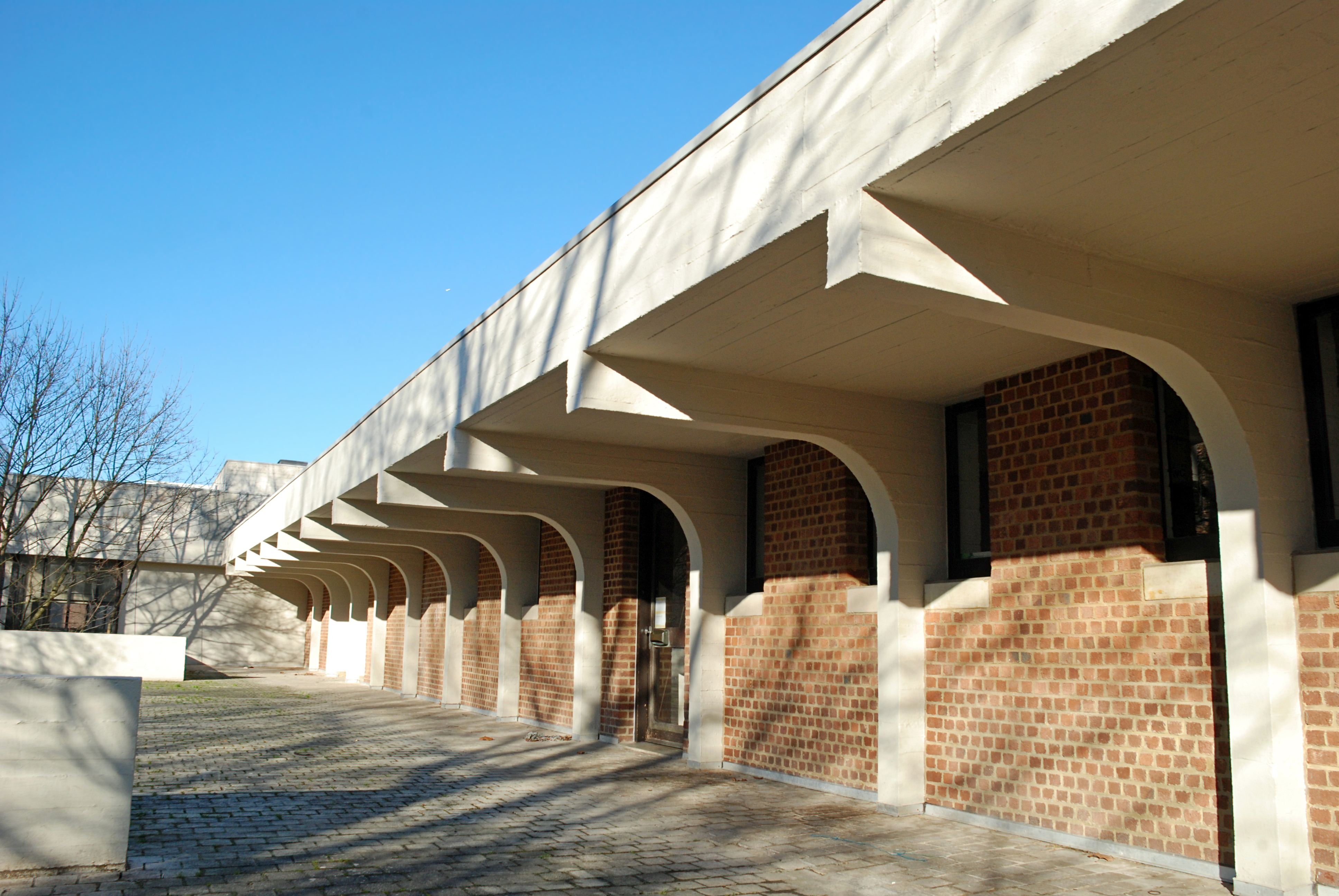
Colonnes en équerre de la façade ouest.
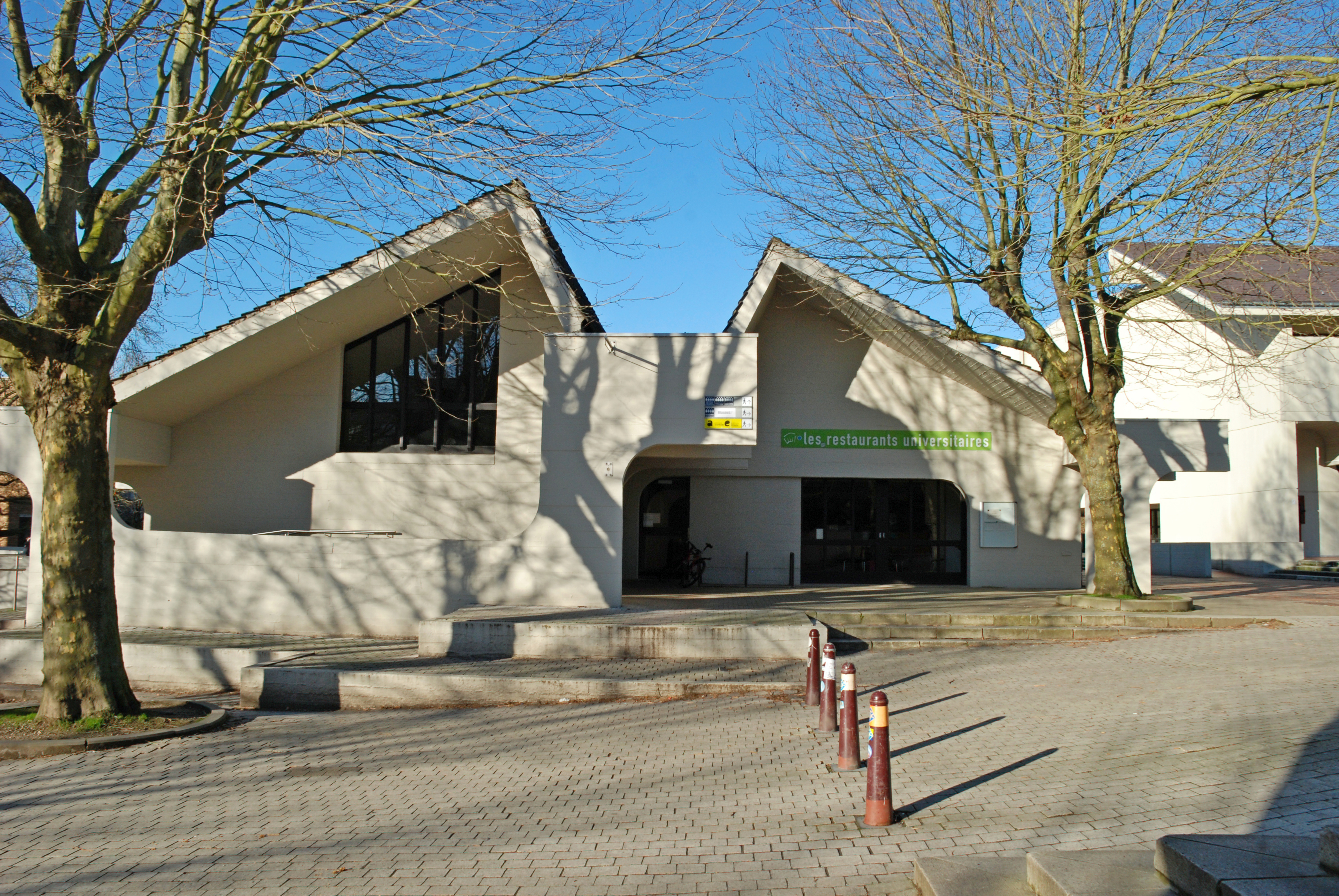
Façade sud.
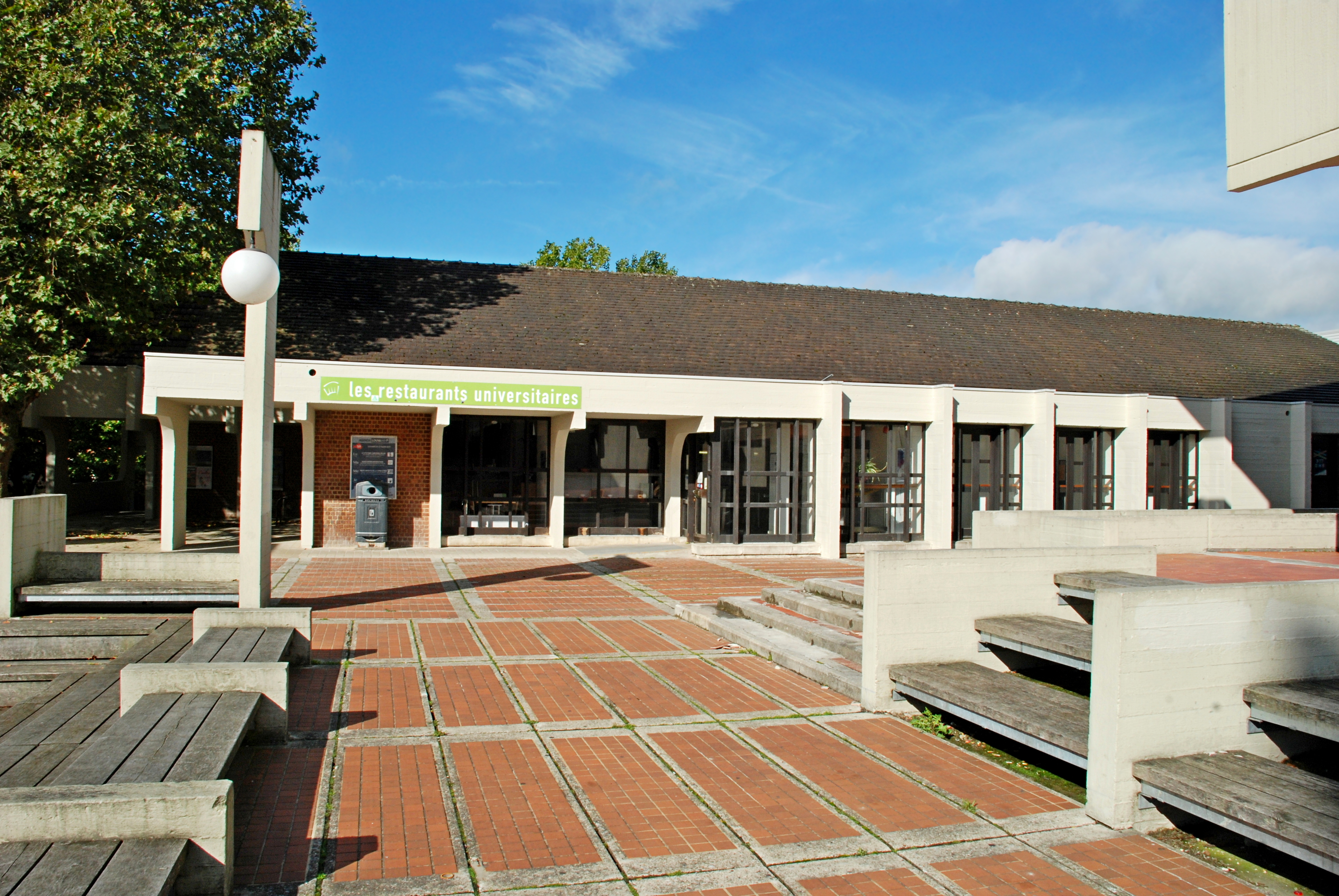
Façade est.

#### Ancienne bibliothèque des Sciences (1973)
À l'est, l'ancienne bibliothèque des Sciences et Technologies, qui abrite depuis 2017 le Musée L, est considérée comme une œuvre magistrale et comme un des points d'orgue du patrimoine contemporain en Wallonie, ainsi que comme l'un des bâtiments les plus emblématiques de la ville universitaire.

#### Ancienne poste (1973)

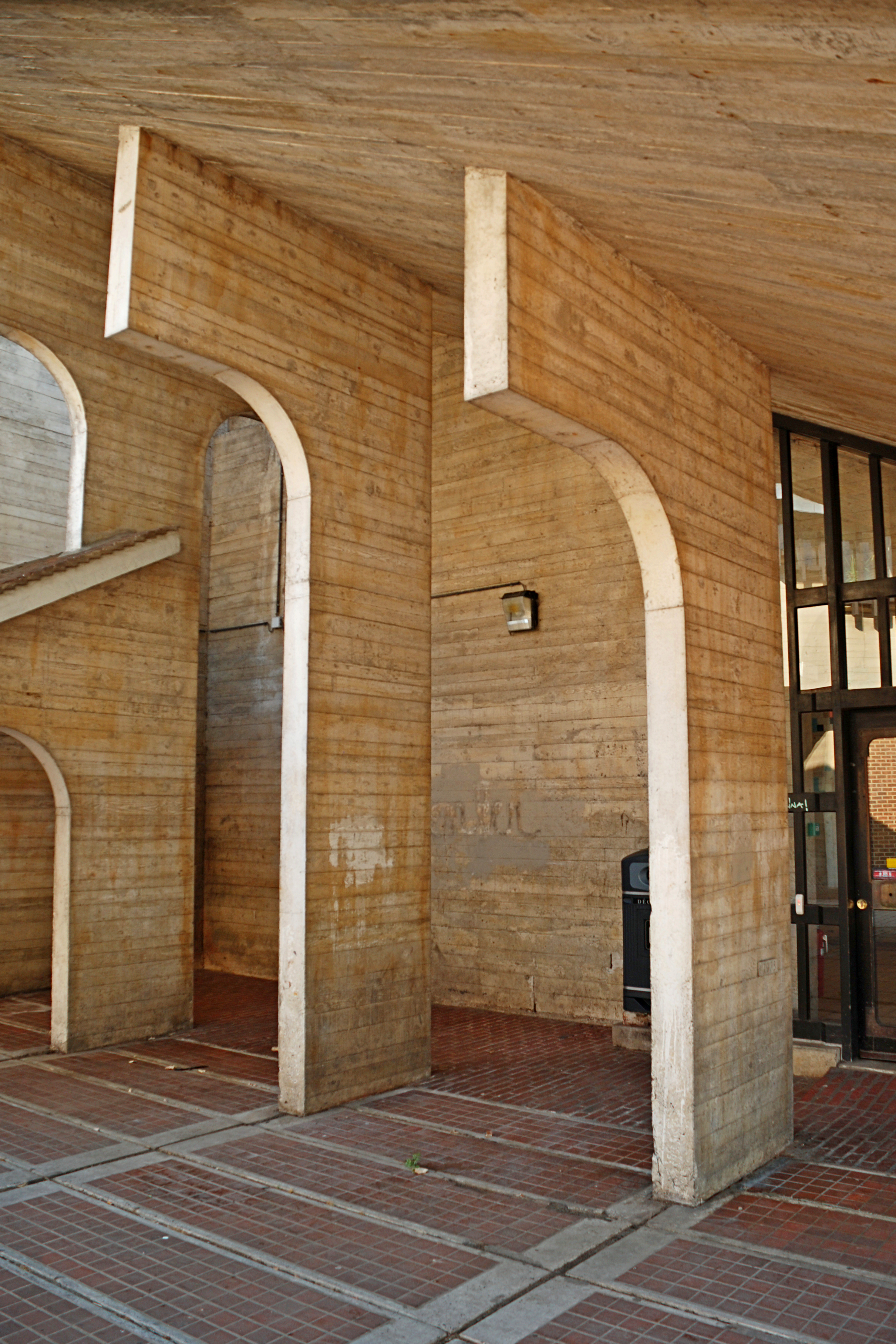
Colonnes en équerre de la façade est de l'ancienne poste.

Le côté sud de la place est fermé par un bâtiment qui abritait jadis le bureau de poste et une librairie,. Ce bâtiment a abrité ensuite dans les années 2010 le décanat, l'administration et le secrétariat de la Faculté d'architecture, d'ingénierie architecturale et d'urbanisme qui a déménagé en 2018 vers le bâtiment Vinci de la place Sainte-Barbe.  Il servait également de locaux pour l'Institut des Arts de Diffusion durant de nombreuses années, en majorité les sections Multimédia et Montage. Il est actuellement en attente de réaffectation.
Ce bâtiment est celui qui ressemble le plus à la bibliothèque des Sciences : il combine plusieurs toitures en appentis d'orientations différentes, soutenues par des colonnes en « béton brut » en forme d'équerre.
La plupart des murs sont réalisés en « béton brut », comme à la bibliothèque des Sciences, mais quelques pans de murs sont édifiés en briques rouges.

L'ancienne poste
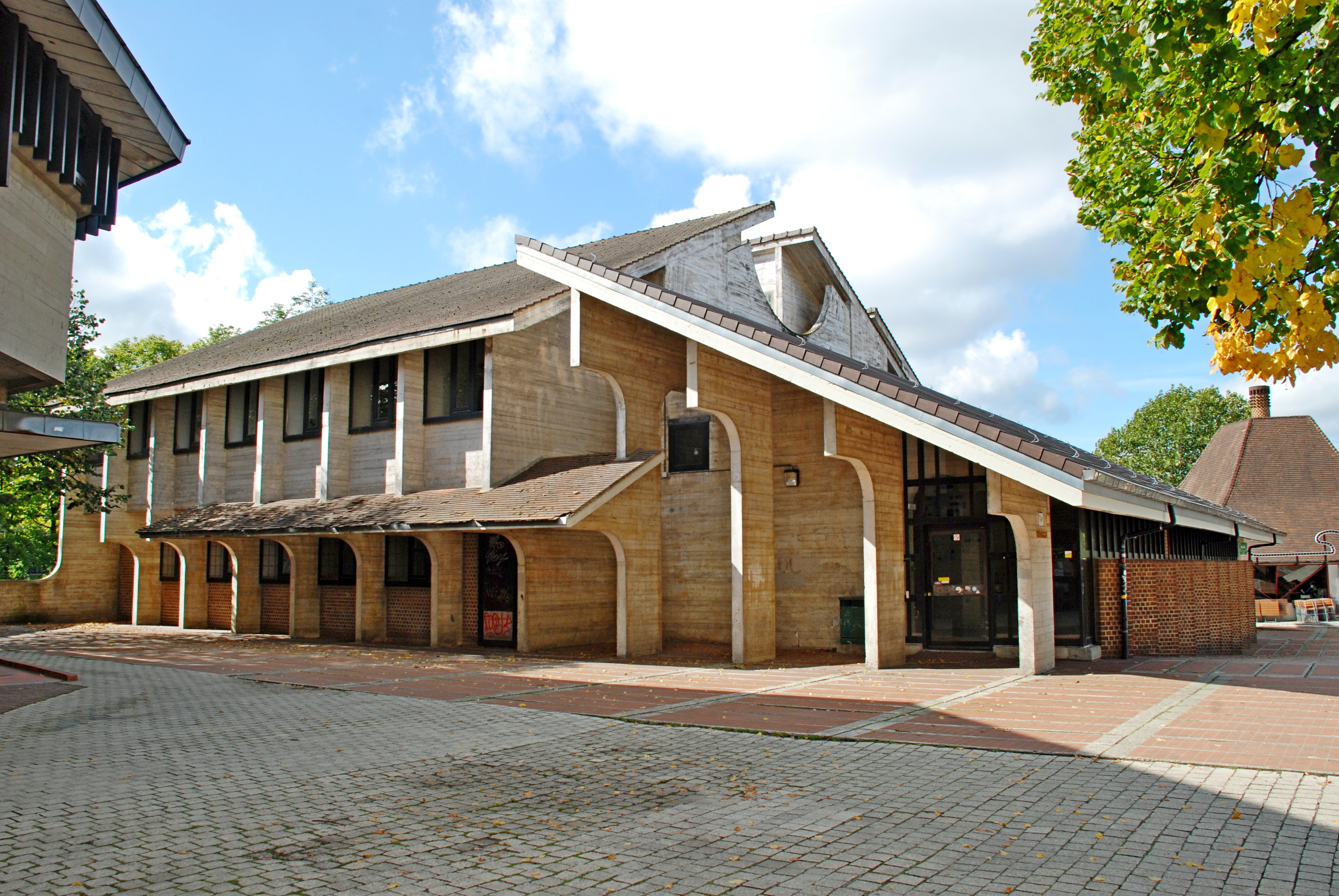
L'ancienne poste vue de l'est.
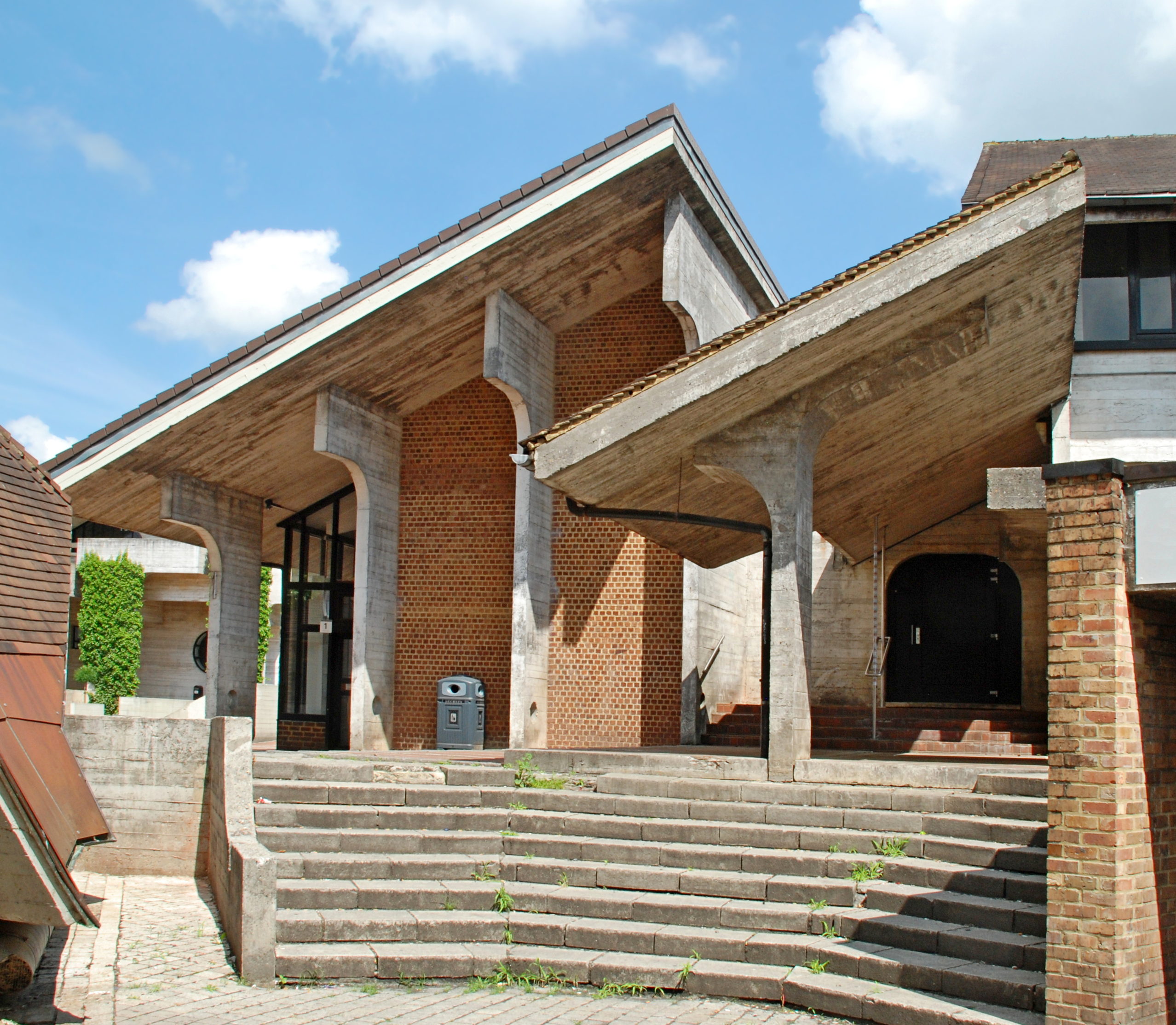
Façade ouest.
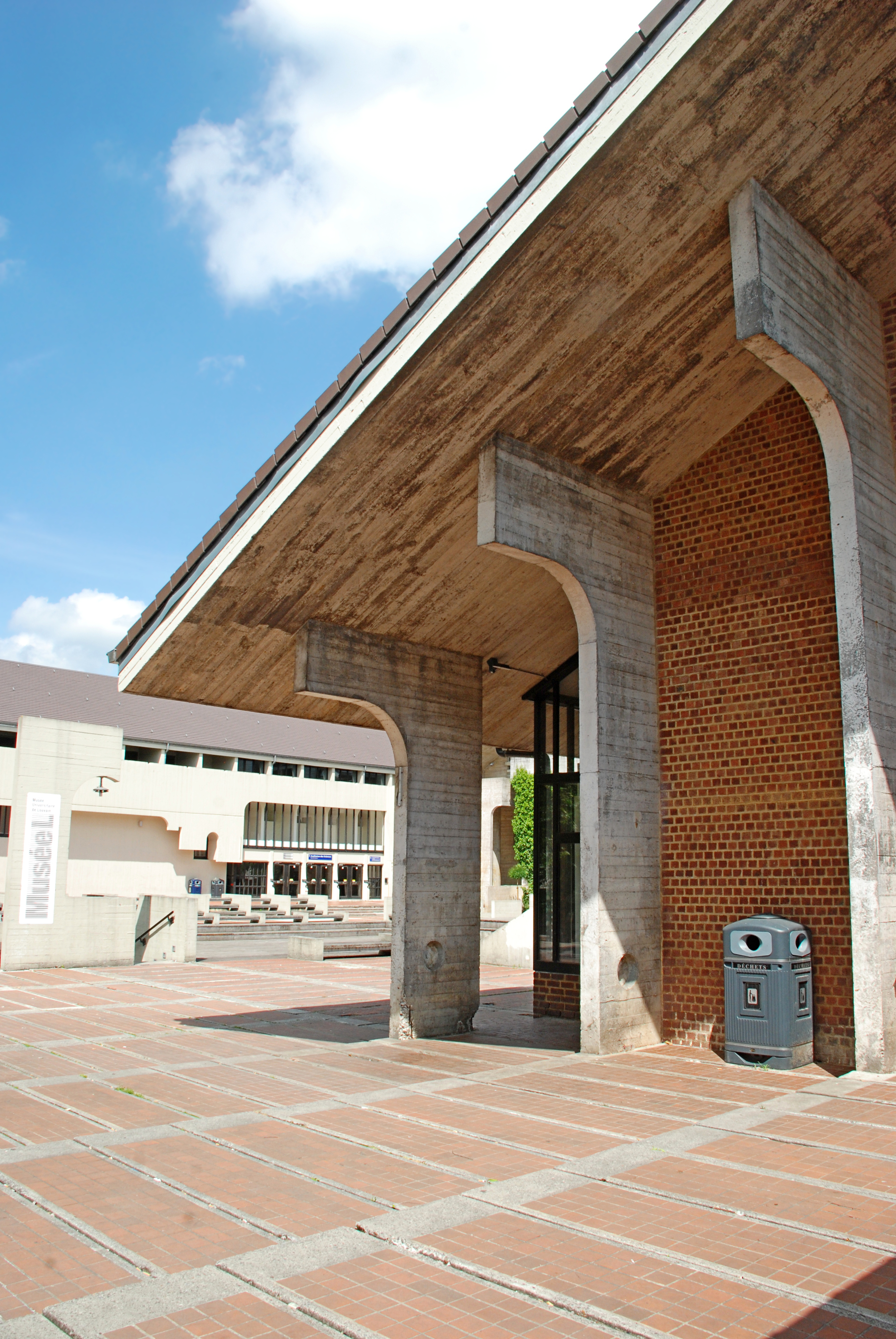
Colonnes en équerre de la façade ouest.

#### Bâtiment Pythagore (ancien Centre de calcul - 1975)
Le bâtiment Pythagore (place des Sciences no 4) a été édifié en 1975 pour abriter le Centre de calcul de l'UCL, ainsi que des auditoires. Il n'a pas été conçu par l'architecte  André Jacqmain.
Il abrite actuellement le service de Logistique scientifique générale, ainsi que la salle polyvalente "la Salmigondis", gérée par l'AGL (Assemblée générale des étudiants).

Bâtiment Pythagore (ancien Centre de calcul)
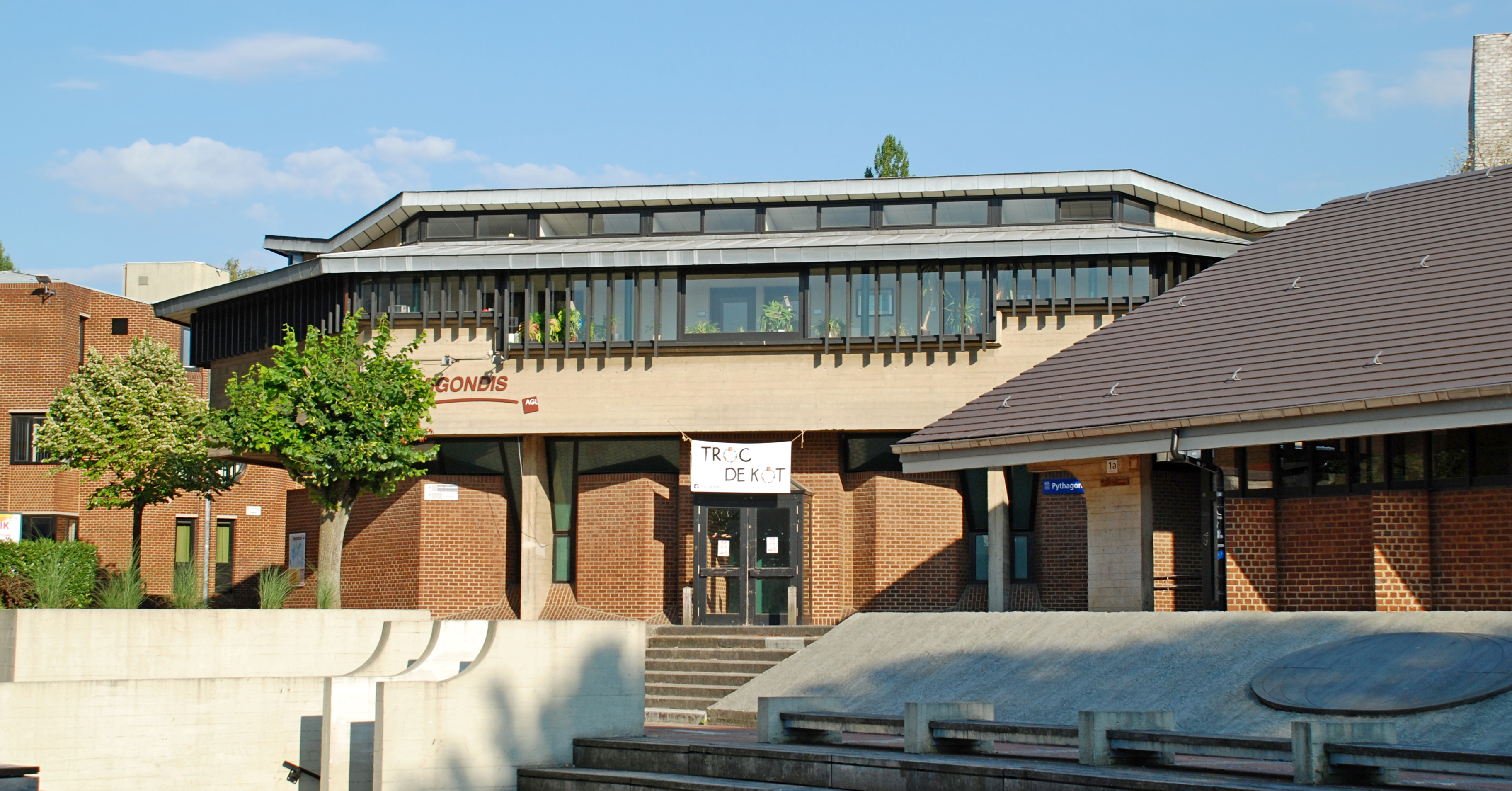
Façade nord-ouest, vers la place des Sciences.
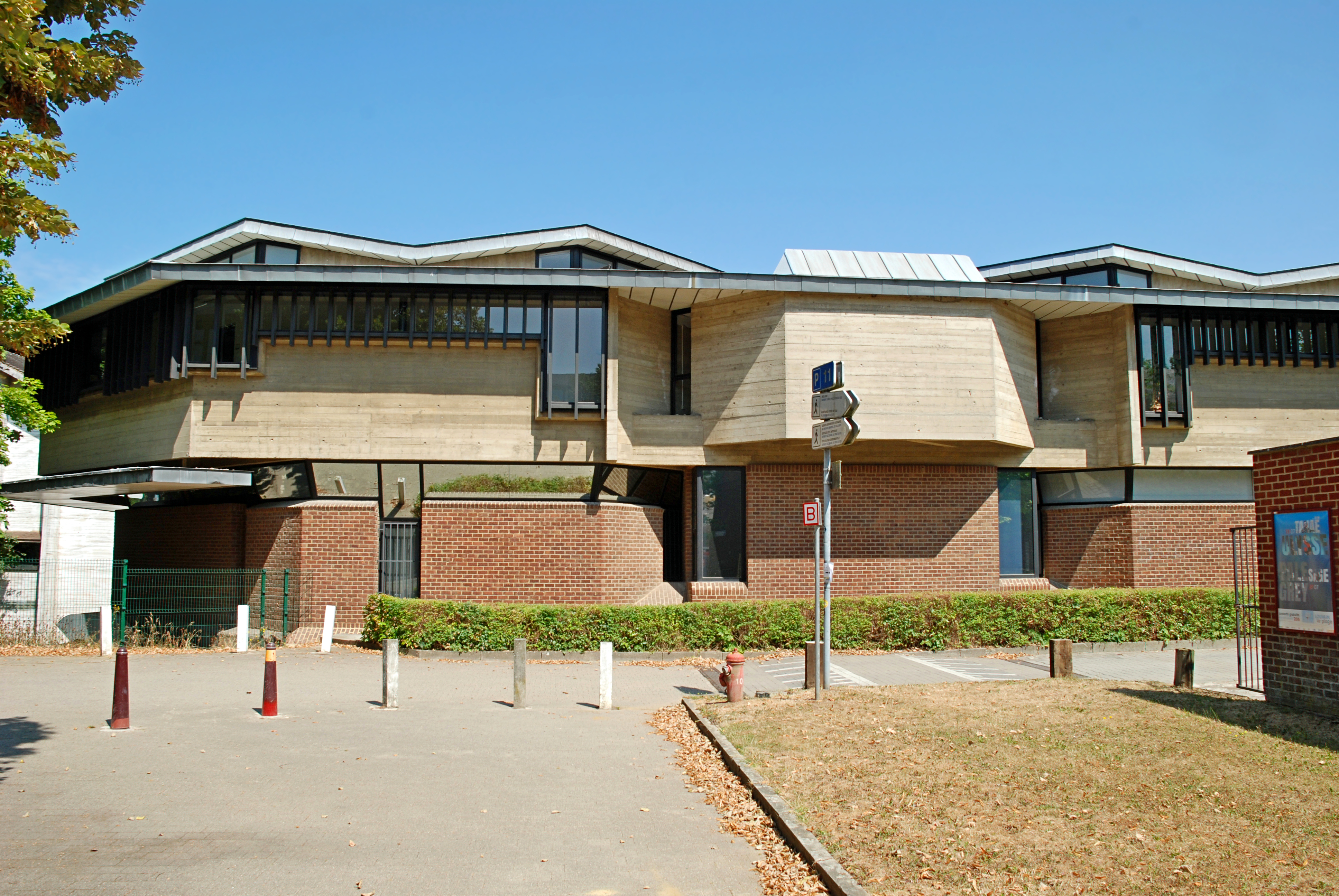
Façade sud, vers la rue du Compas.

#### Auditoires des Sciences (1976)

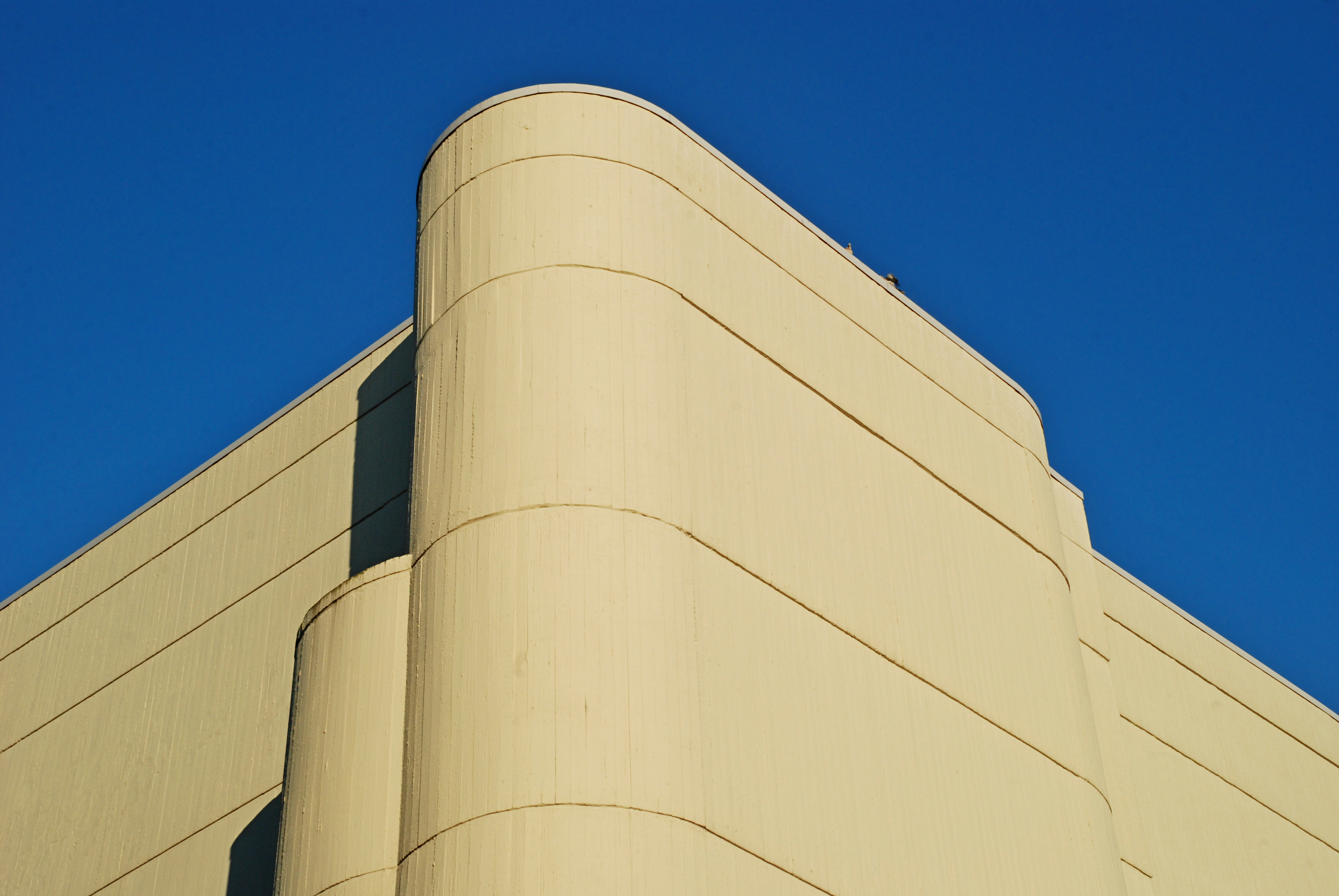
Détail de la façade ouest.

Du côté nord de la place se dressent les auditoires des Sciences  : le terme « auditoire » désigne en Belgique un amphithéâtre, une grande salle de cours.
Avec ses 600 places, l'auditoire Sciences 10 ou A10 (qui porte maintenant le nom de Georges Lemaître) est le plus  grand auditoire du haut de la ville (zone des Sciences et technologies), et le second de Louvain-la-Neuve derrière l'auditoire Socrate 10.
Couvert d'une bâtière de tuiles, ce bâtiment présente une façade avant percée en son centre des portes d'accès principales aux auditoires. La partie gauche de cette façade présente une galerie qui offre des jeux de volume qui ne le cèdent en rien à ceux des façades de la  bibliothèque des Sciences. La partie droite, séparée de la partie gauche par une tour hémisphérique abrite le décanat et le secrétariat administratif de la faculté des Sciences.
La façade occidentale, tournée vers les restaurants universitaires, tout en douceur, est faite de courbes concaves et convexes, qui offre un contraste marqué avec la façade orientale, dont la rigueur rectiligne et polygonale n'est adoucie que par une colonne de cage d'escalier à l'angle arrondi.

Les auditoires des Sciences
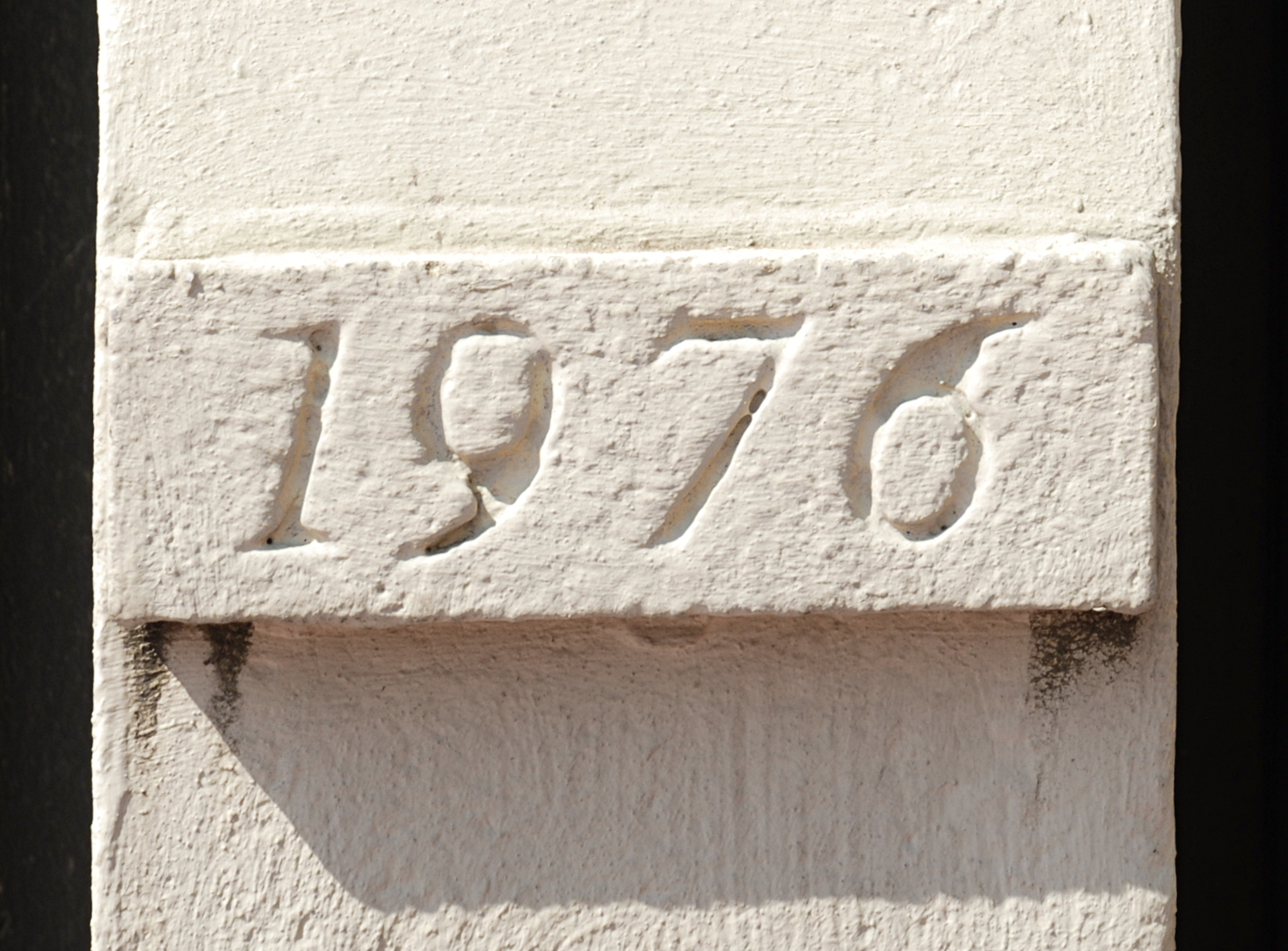
Le millésime des auditoires.
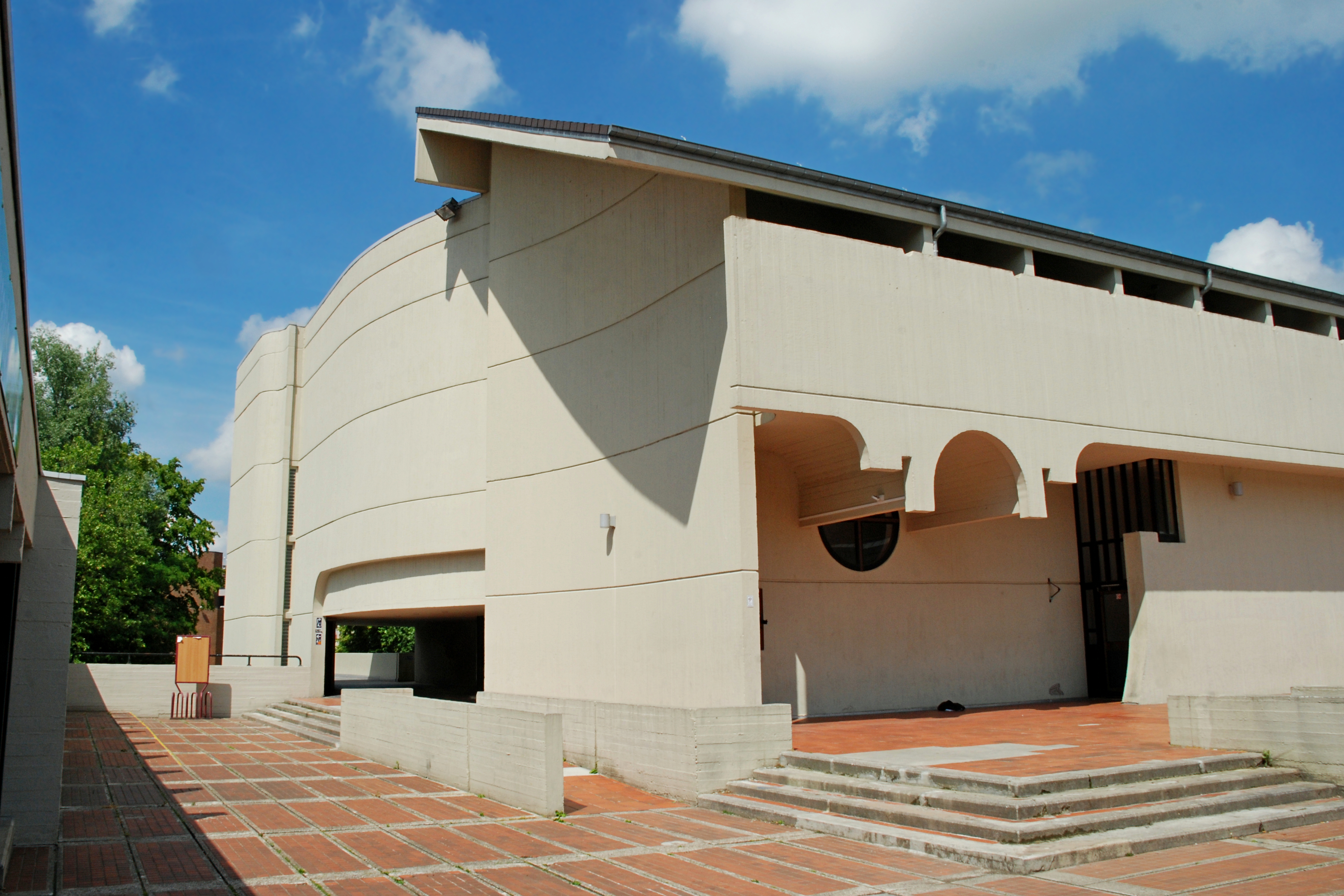
La façade ouest.
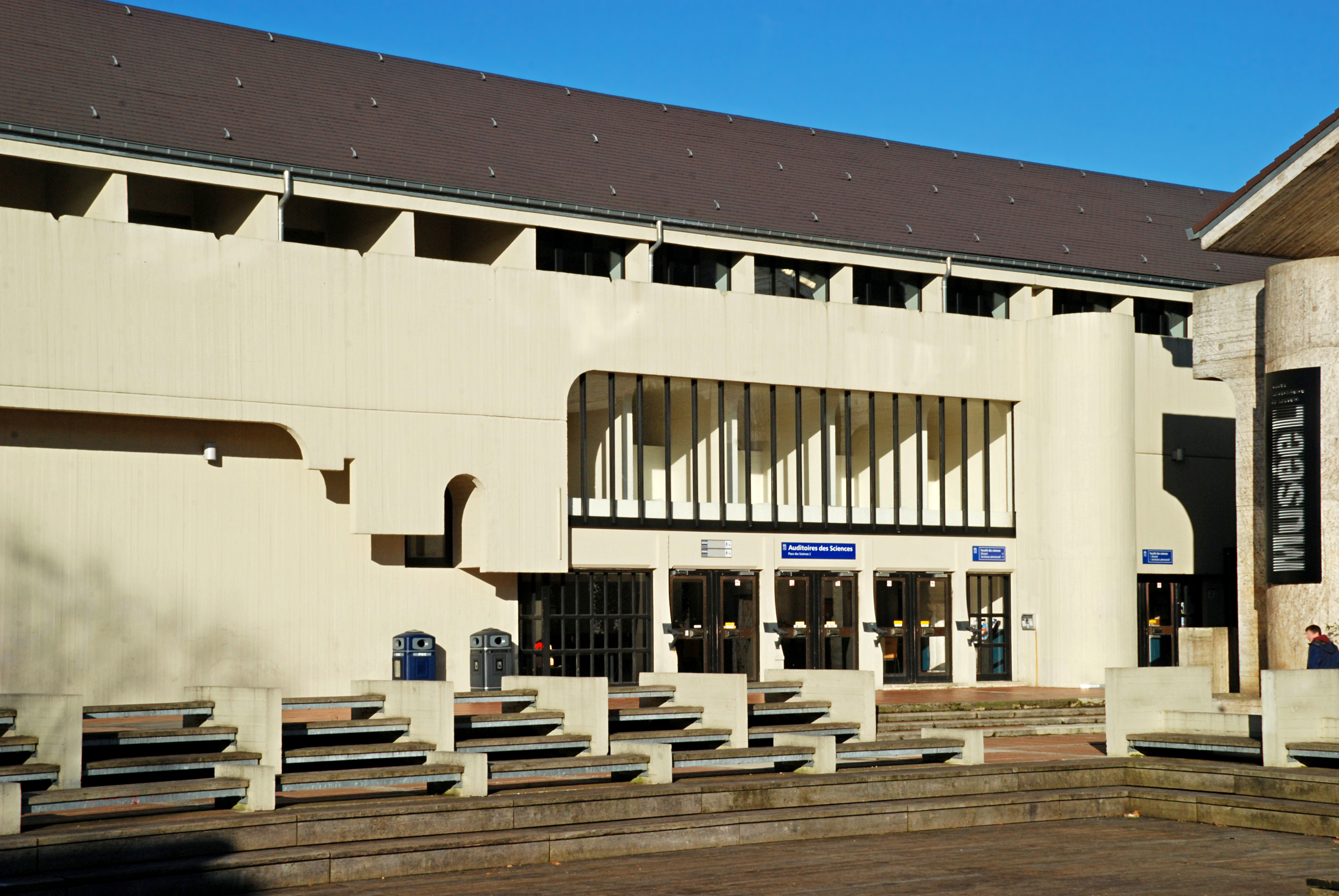
La façade sud.
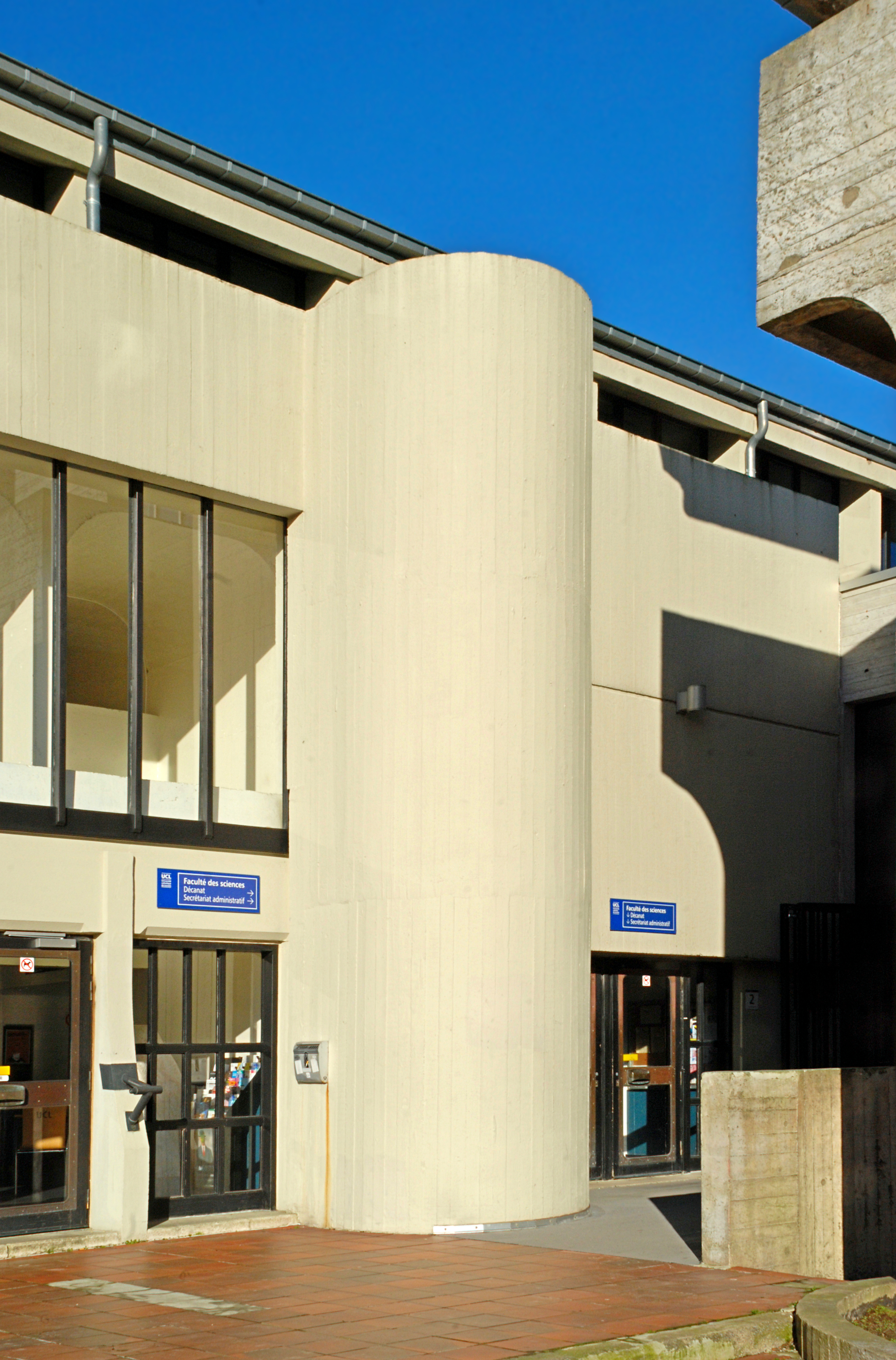
Détail de la façade sud.
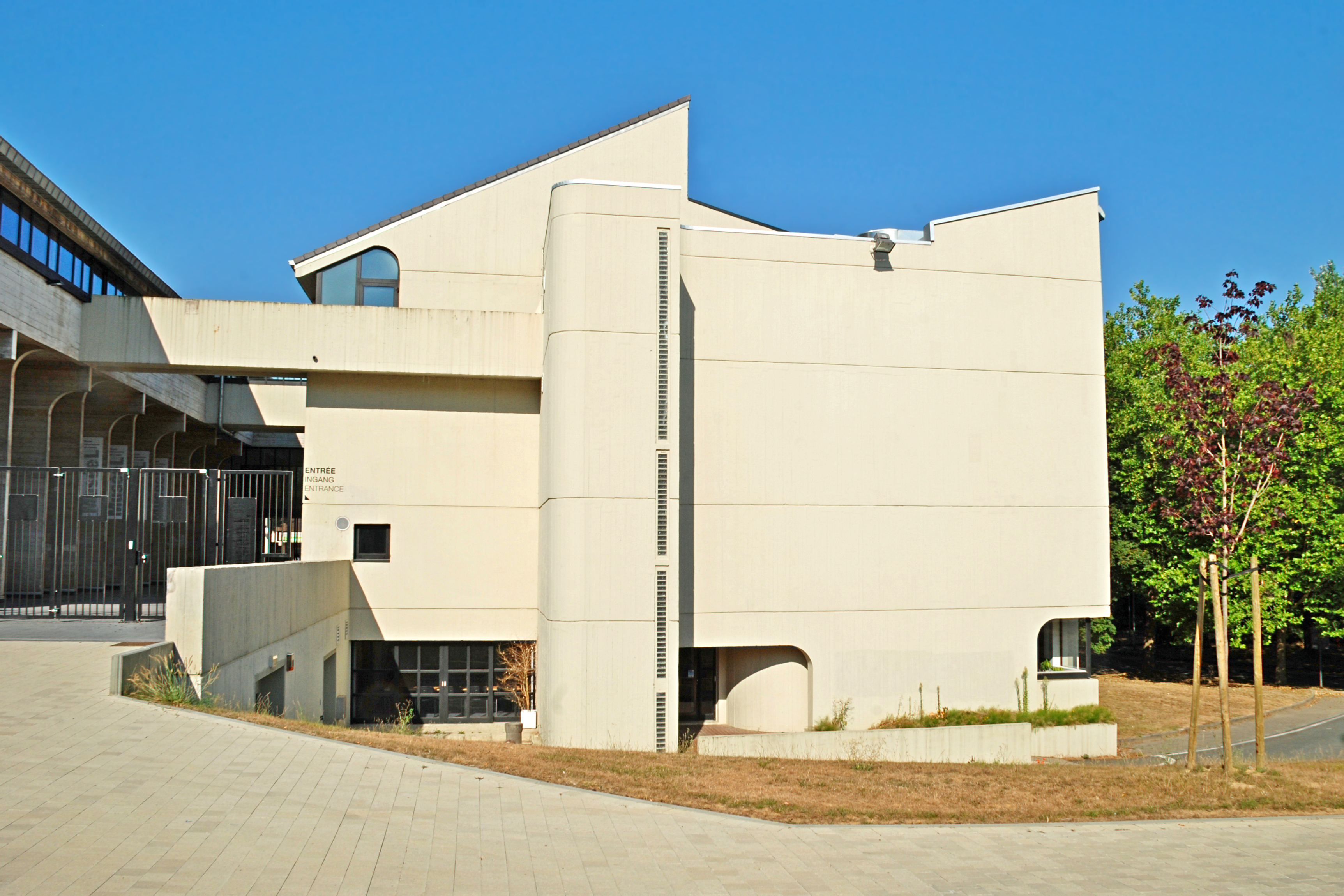
La façade est.

#### Café «Chez Cheops»

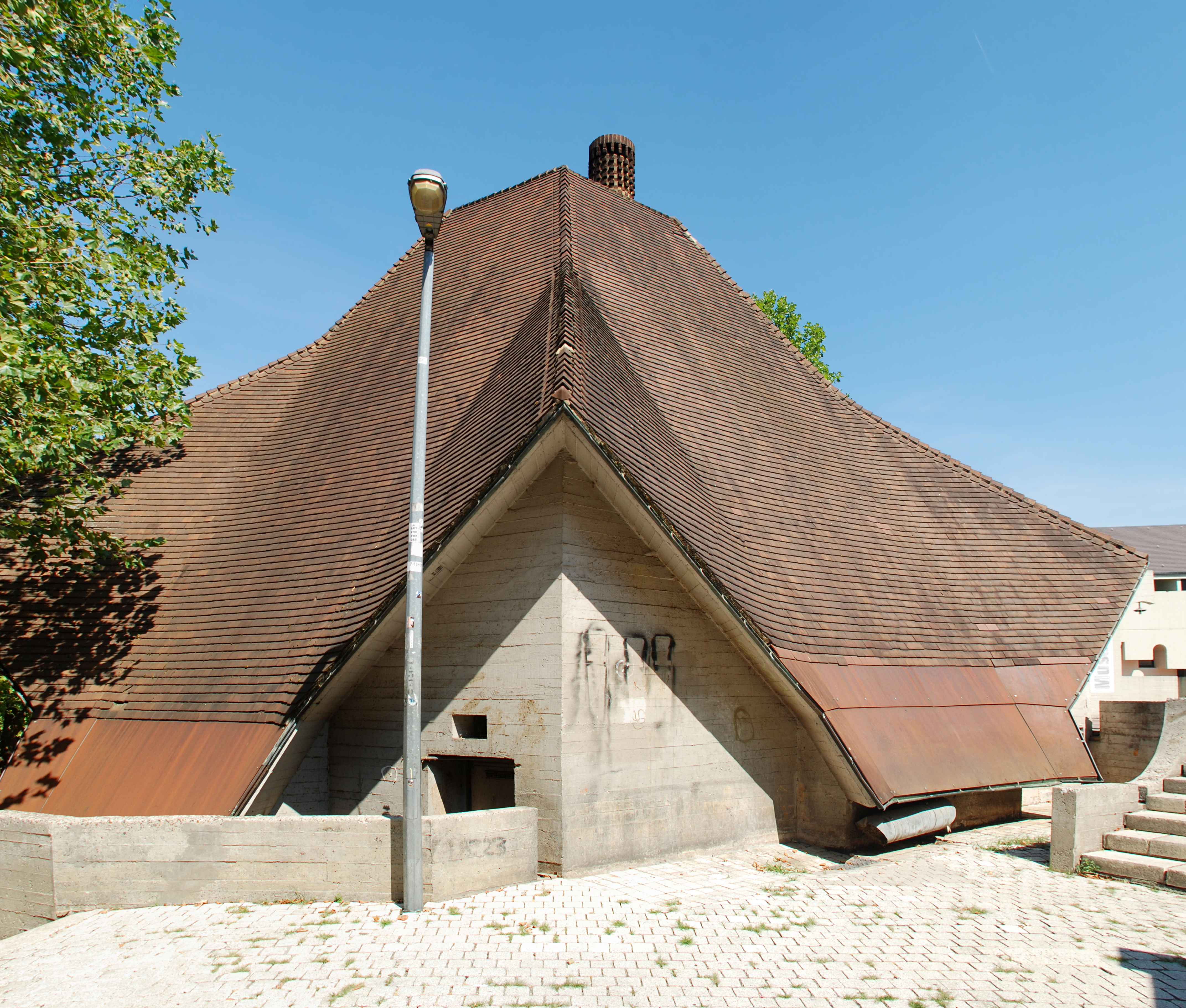
Les surfaces de « béton brut » à l'arrière du café.

Dans l'angle sud-ouest, un café surnommé « Chez Chéops » à cause de sa forme pyramidale rompt avec le style des autres bâtiments.
Ses maçonneries, beaucoup moins hautes que son énorme toiture pyramidale en ardoises brunes, sont clairement faites de surfaces de « béton brut » mais elles sont tellement petites qu'on les remarque à peine, du moins du côté de la place ; elles sont par contre nettement plus visibles à l'arrière.
Le bâtiment est surmonté d'une petite cheminée ronde en briques dont certaines en saillie.

Café dit « Chez Cheops »
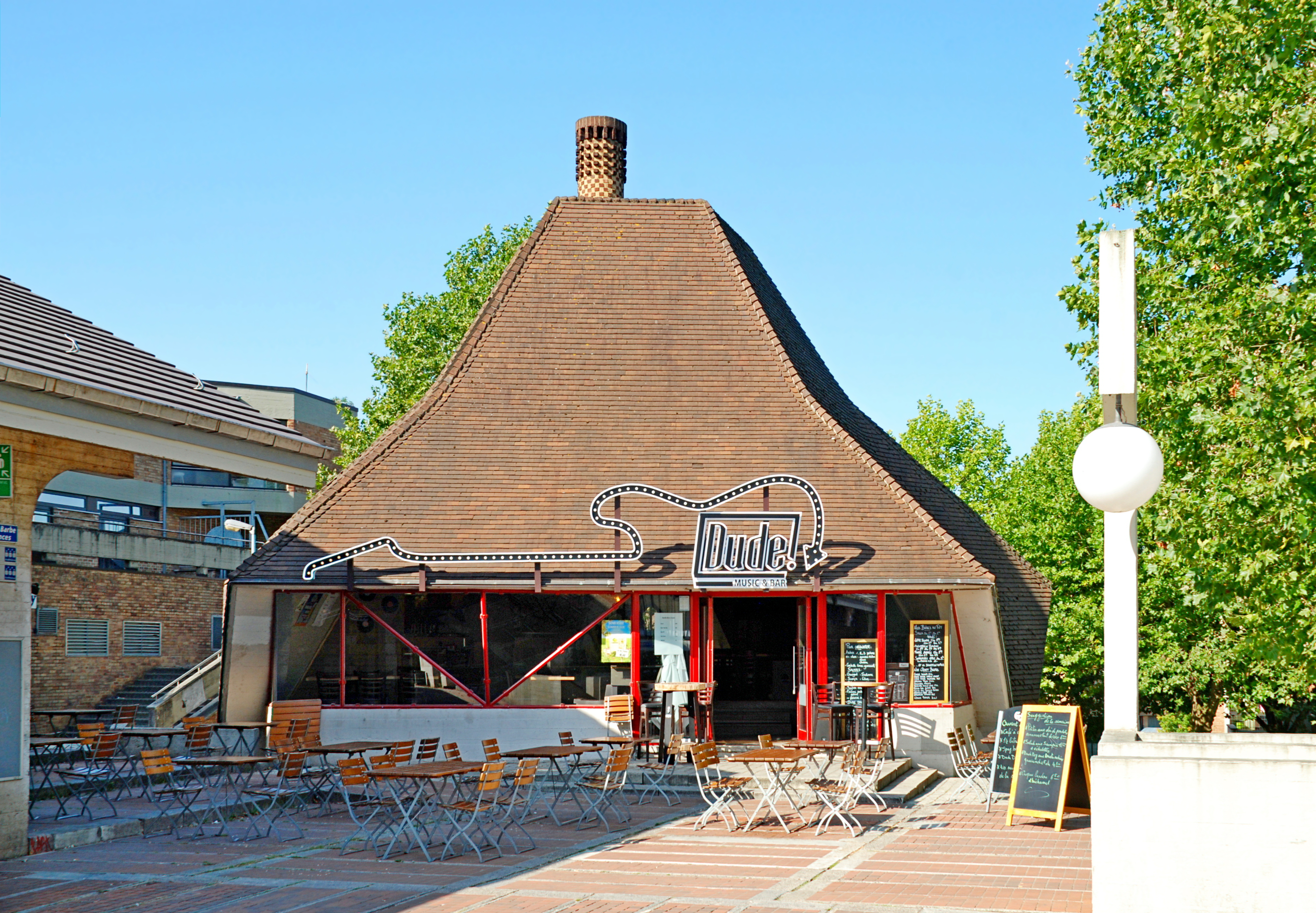
La silhouette pyramidale du café.
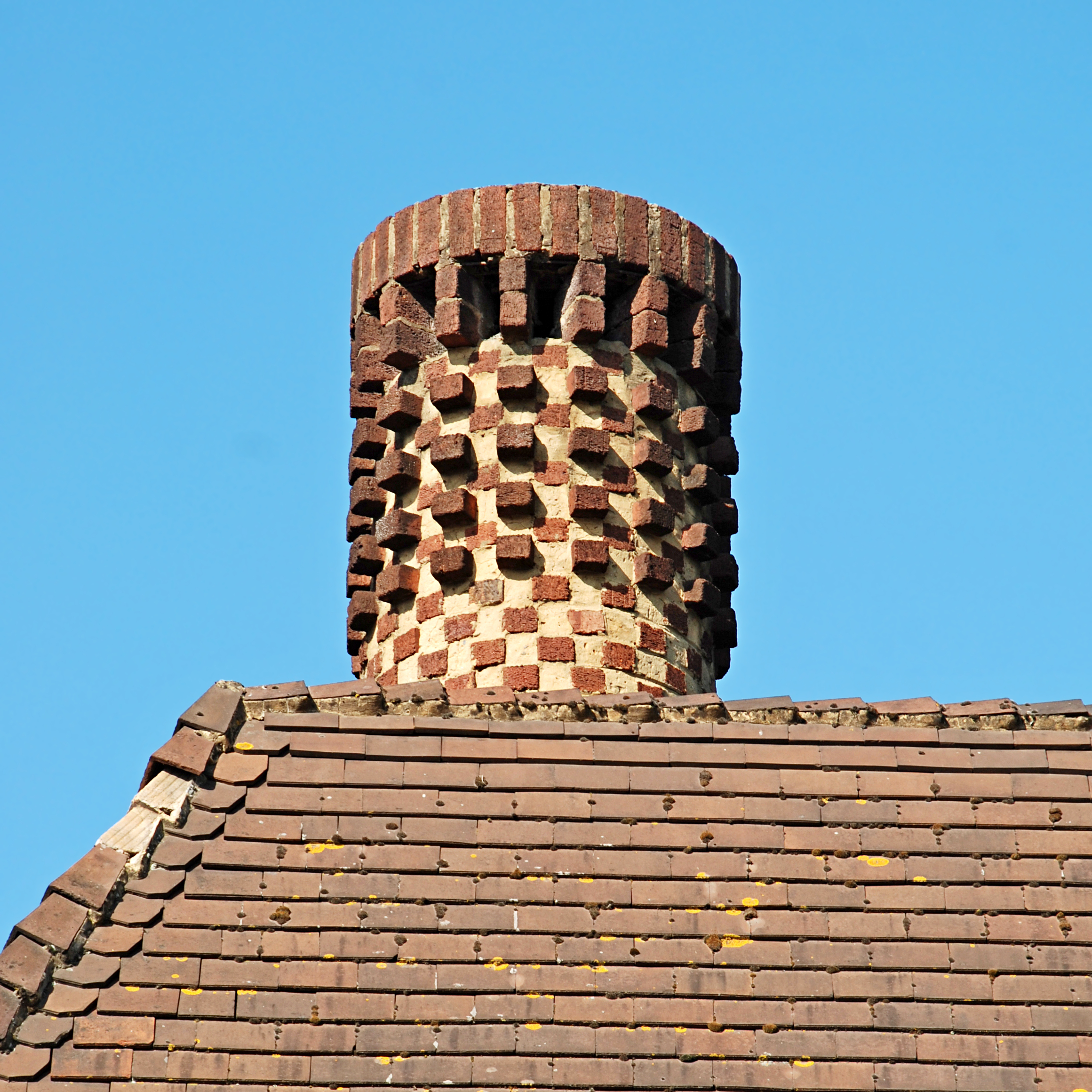
La cheminée ronde en briques.

## Le mur aux victimes de l'intolérance
Un pan de béton incliné appelé « Mur aux victimes de l'intolérance » orne le côté sud de la place, devant l'ancien bureau de poste.
Conçu par le centre d'accueil Placet et par le centre international des étudiants étrangers, ce mur inauguré en 1997, est orné d'une plaque de pierre bleue en forme de planisphère portant la mention :

« Les victimes de l'intolérance
 
Ne sont pas mortes tant que

Les vivants pensent à elles »

Une deuxième plaque précise : 

« Réalisé à l'initiative de la Ville d'Ottignies-Louvain-la-Neuve, l'UCL, la Fondation Woitrin, le Centre Placet, l'Association des Habitants, le CIEE, l'AGL, Amnesty International et le MRAX, ce mur est dédié aux victimes de l'intolérance sur les cinq continents de notre planète. Un registre reprenant les noms des victimes identifiées ayant séjourné dans cette ville peut être consulté aux Halles universitaires, salle des maquettes. »

Mur aux victimes de l'intolérance
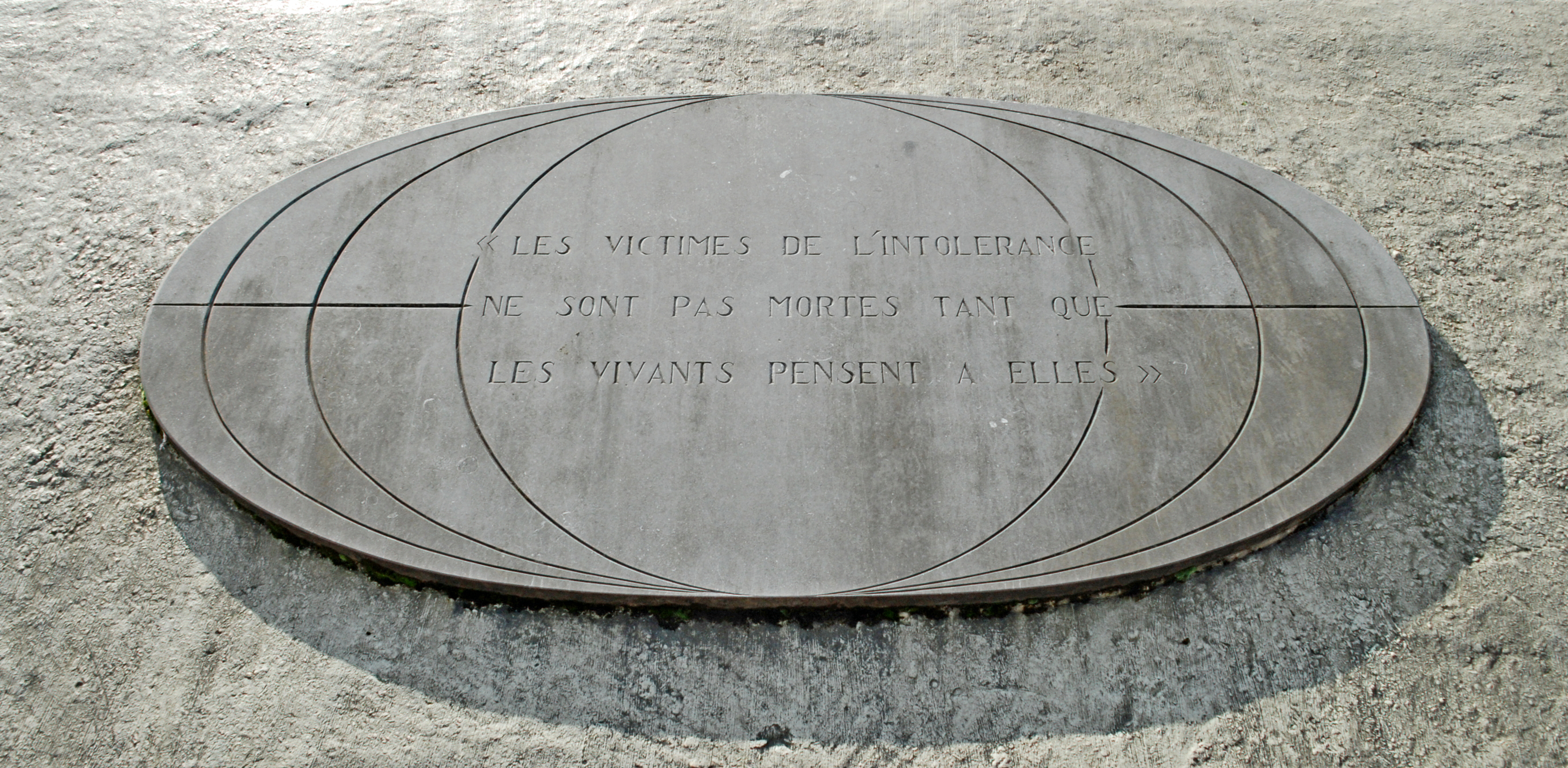
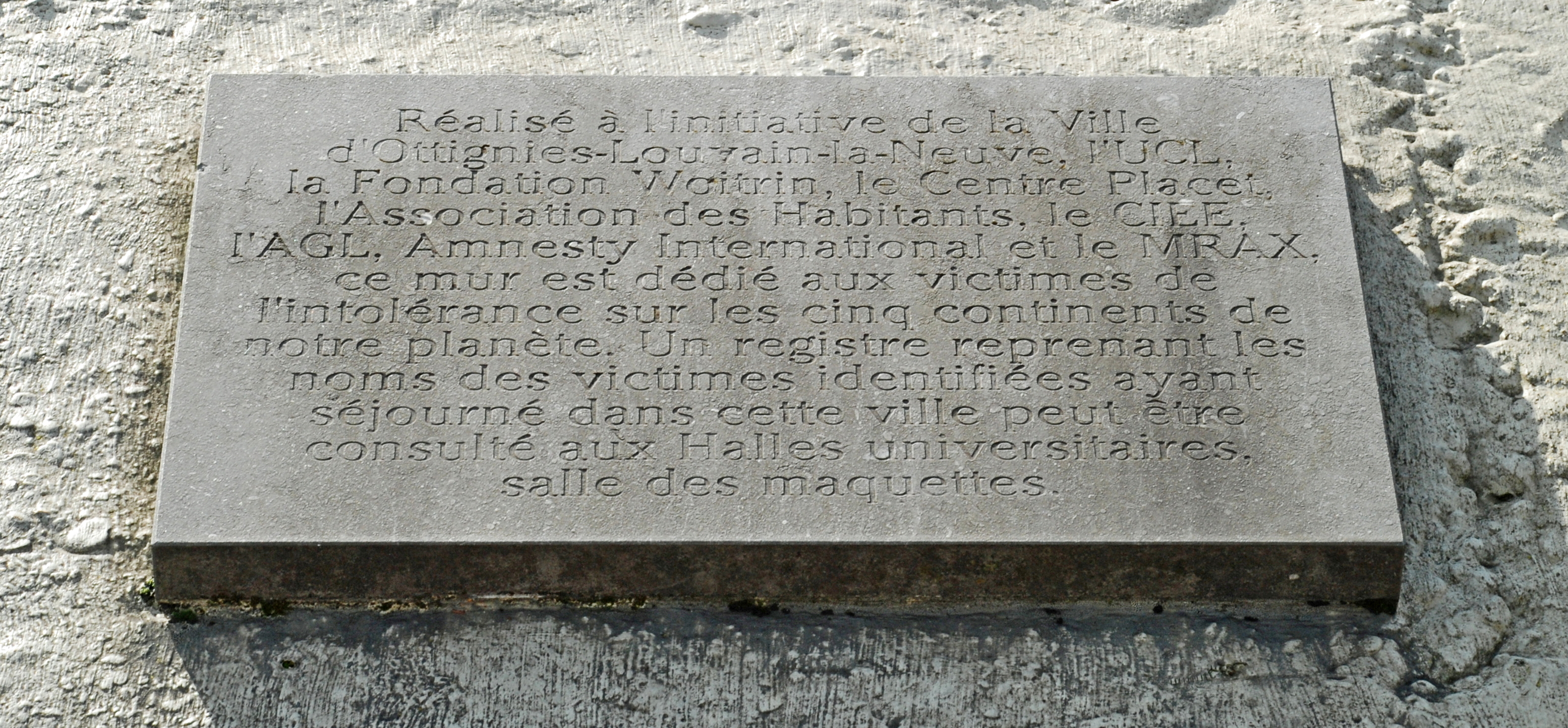

## Art public

### Art public sur la place des Sciences

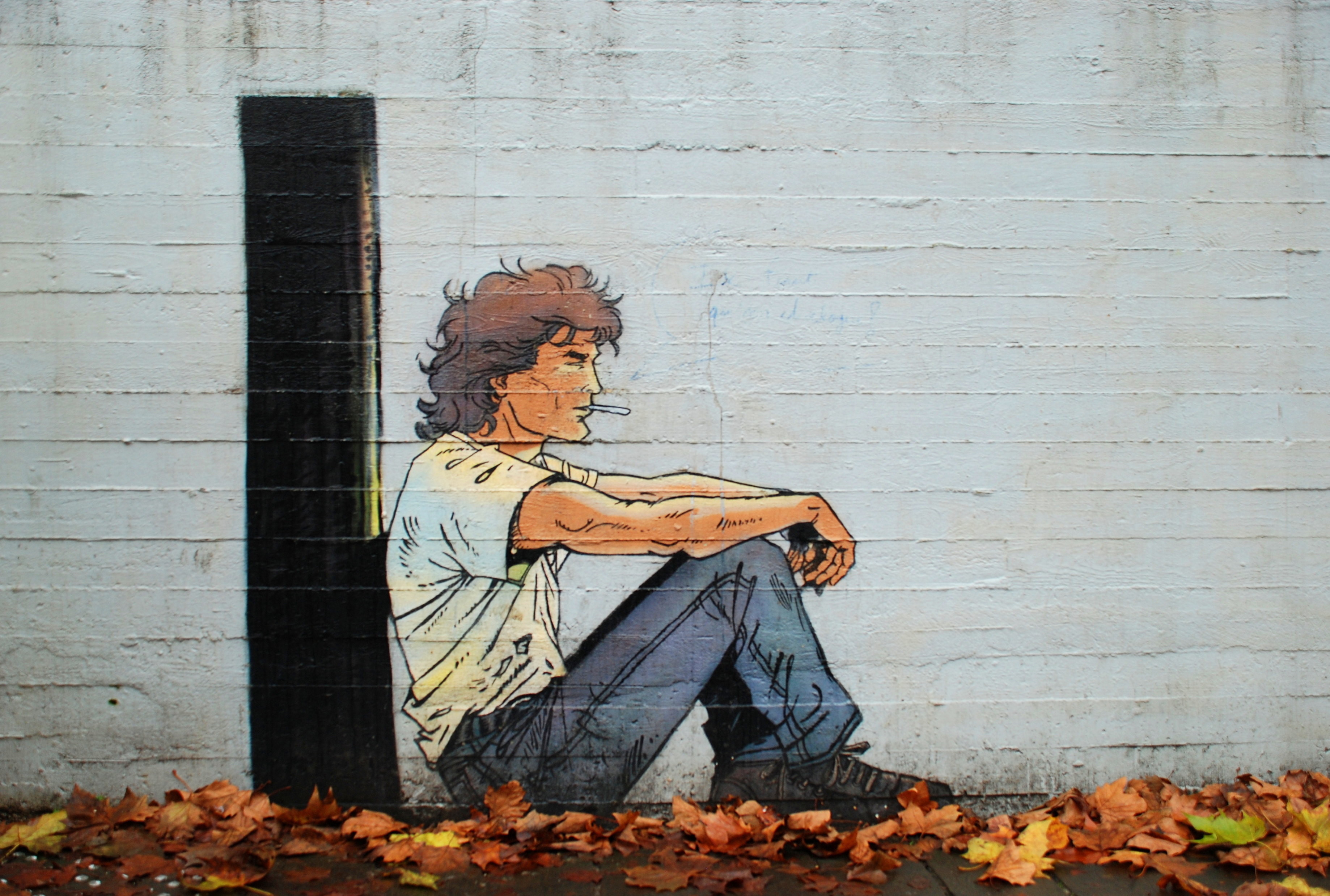
Peinture murale Largo Winch.

La place des Sciences est ornée de plusieurs œuvres d'art public, représentant Largo Winch et l'abbé Georges Lemaître, fondateur de la théorie du Big Bang.

#### Largo Winch
Dans l'angle sud-ouest, un pan de mur est orné d'une peinture murale réalisée par un kot-à-projet, représentant Largo Winch,, héros de la bande dessinée du même nom de Philippe Francq et Jean Van Hamme. Largo Winch est peint à même le béton brut, assis contre un mur, comme beaucoup d'étudiants qui fréquentent cette place.

#### Cet instant unique qui n'avait pas d'hier
Sous le préau qui précède les auditoires des Sciences se dresse un monument à la mémoire de Georges Lemaître, réalisé en 2016 par l'artiste ottintoise Gigi Warny et intitulé Cet instant unique qui n'avait pas d'hier.
La petite statue en bronze représente Georges Lemaître en train d'enseigner, un morceau de craie dans la main droite, devant un tableau sur lequel est dessiné un diagramme qui indique le point zéro – le Big Bang - le présent et évolution possible de l'univers en expansion.
L'ensemble s'élève sur un socle sur lequel est gravé un hommage à Georges Lemaître :

« Cet instant unique qui n'avait pas d'hier
 
Georges Lemaître (1894 - 1966)

Père de la théorie du Big Bang

Gigi Warny 2016 »

Cet instant unique qui n'avait pas d'hier
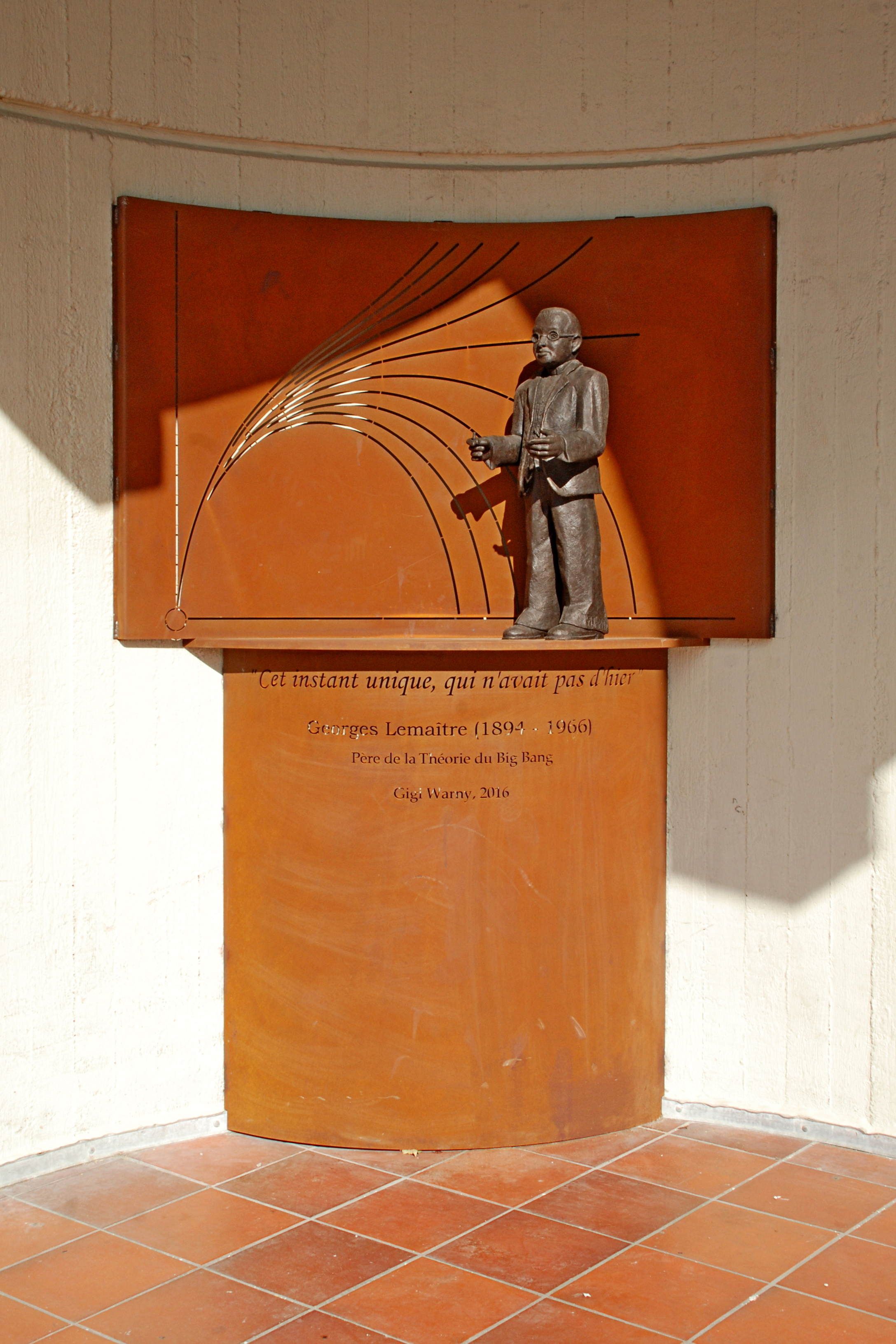
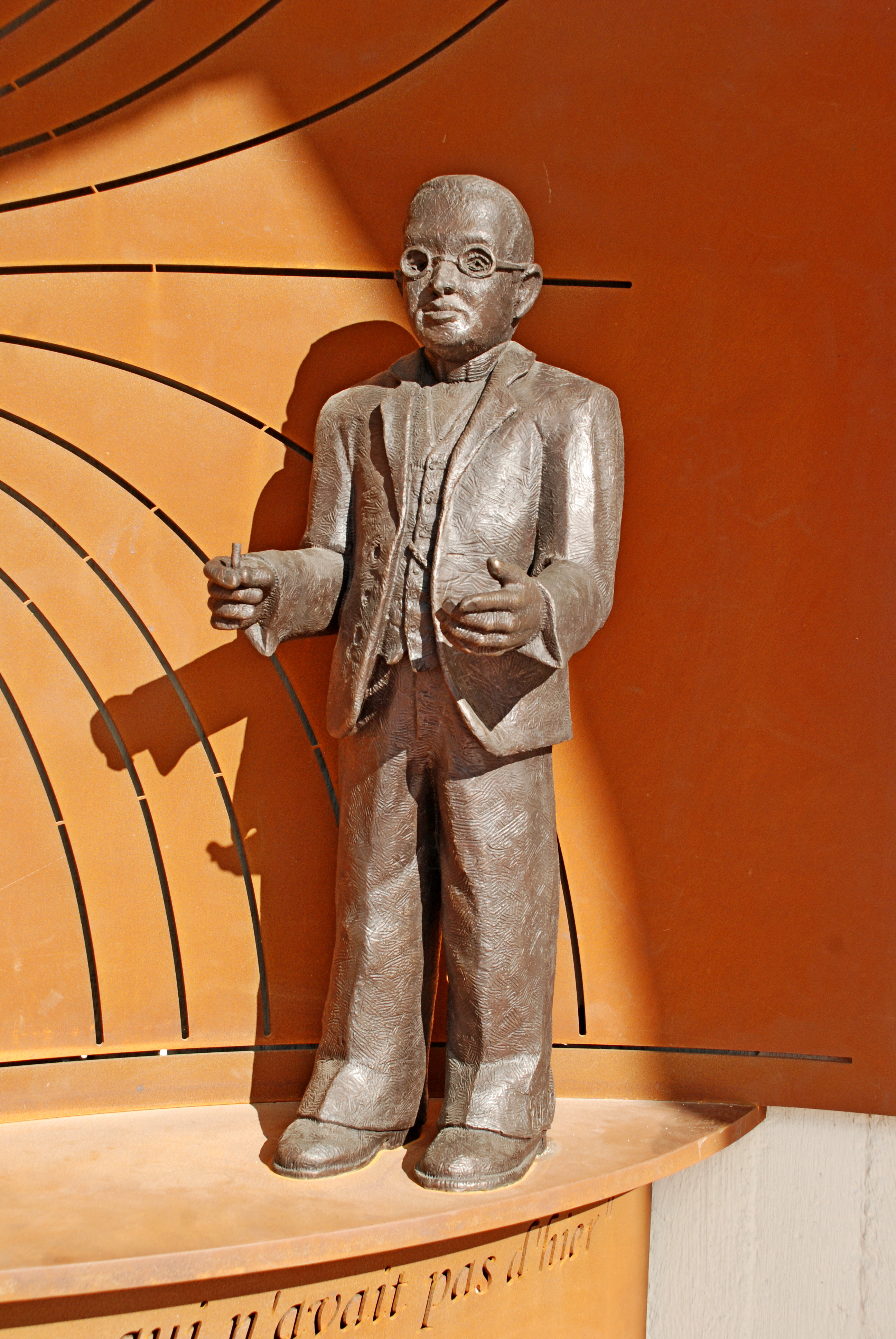
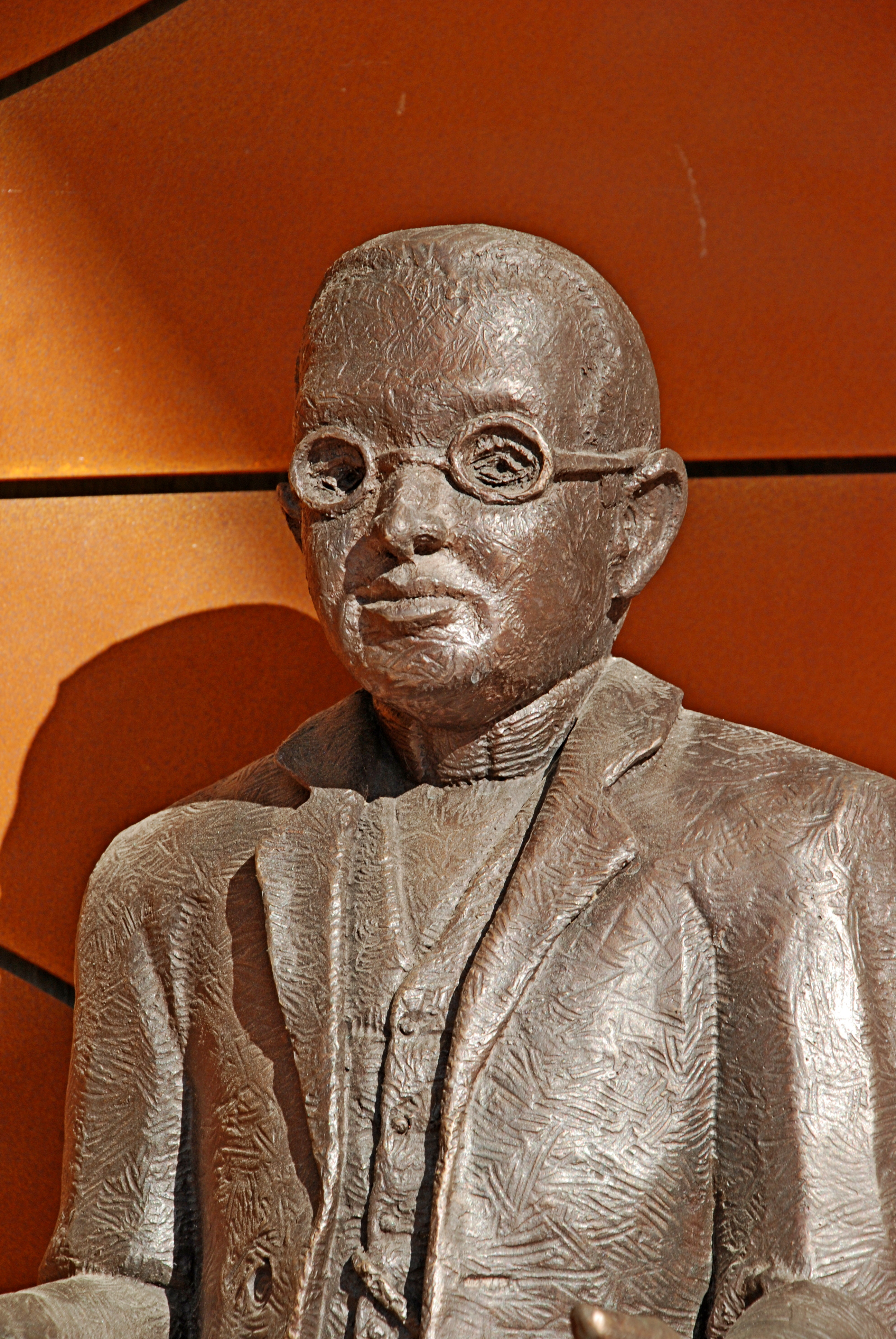

### Art public sous la place des Sciences : le parking des Sciences
Sous la place des Sciences se situe le parking des Sciences, qui est orné de deux séries de peintures murales.
La série située à l'ouest, vers la place Galilée, est signée Olivier Gratia, comme les fresques qui ornent le tunnel qui mène au Cyclotron.
Ces fresques représentent de grandes figures de la science occidentale comme Albert Einstein, Georges Lemaître, Marie Curie, Michael Faraday, Alan Turing et Nikola Tesla.

Peintures murales du parking des Sciences
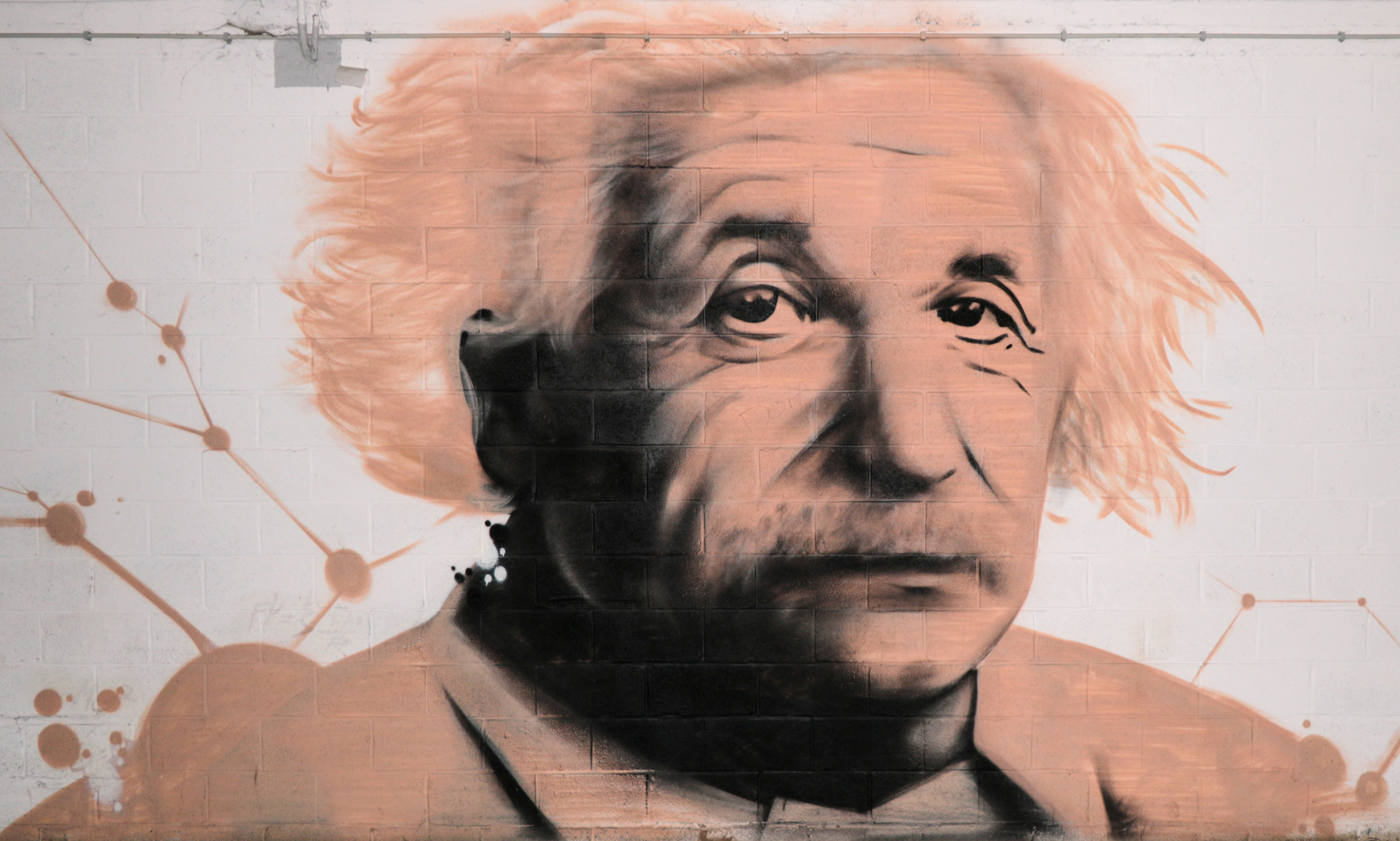
Albert Einstein.
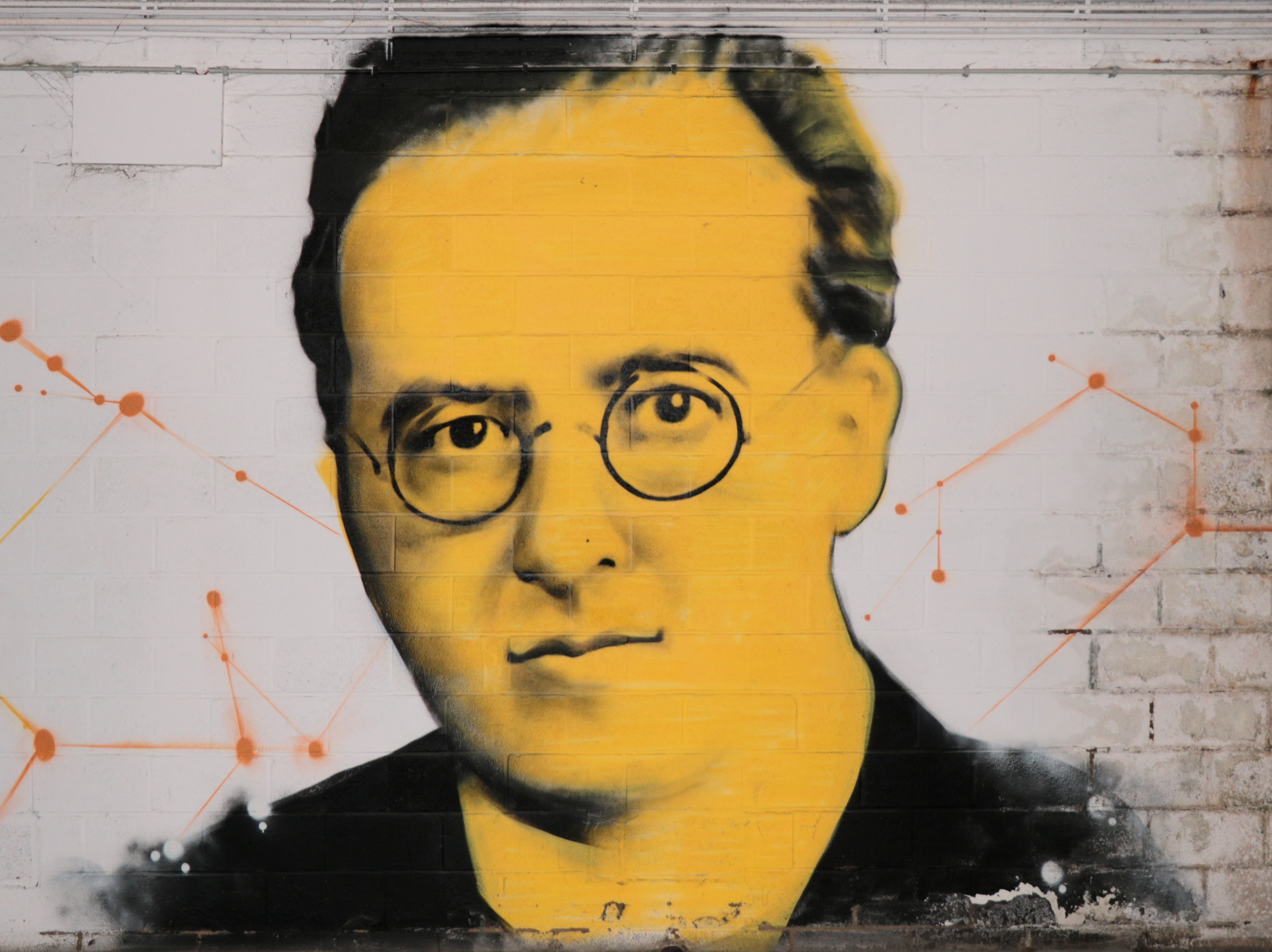
Georges Lemaître.
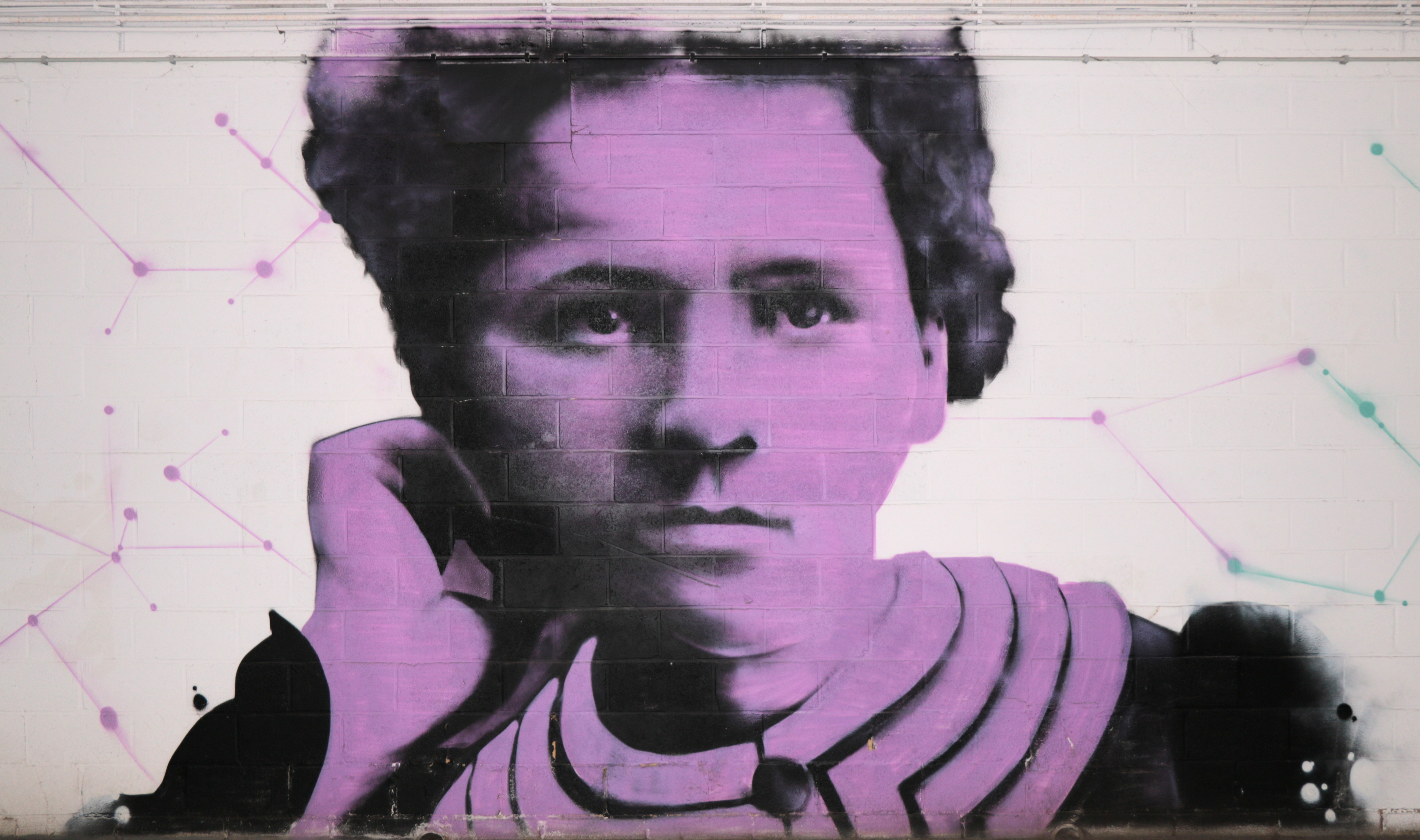
Marie Curie.
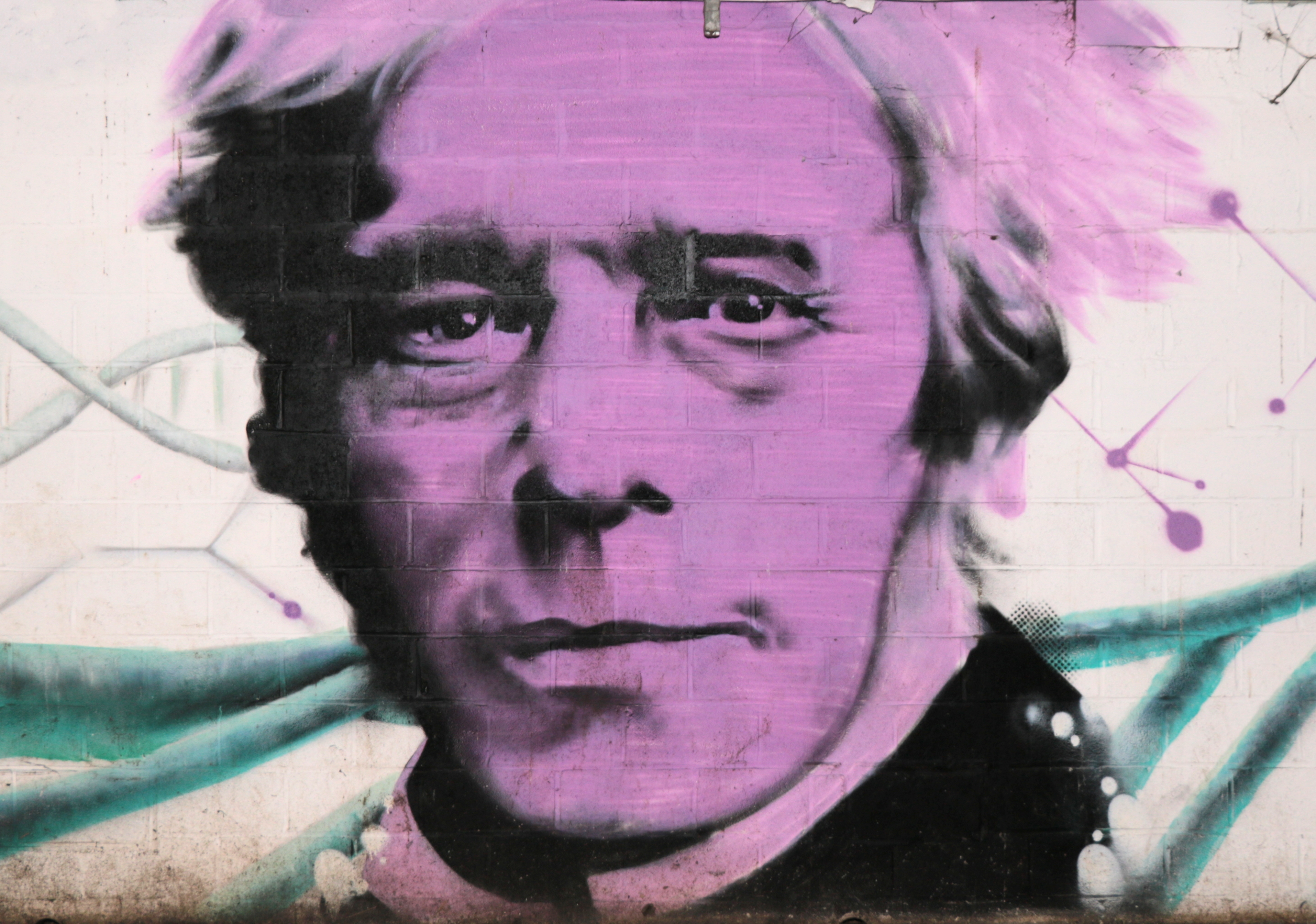
Michael Faraday.
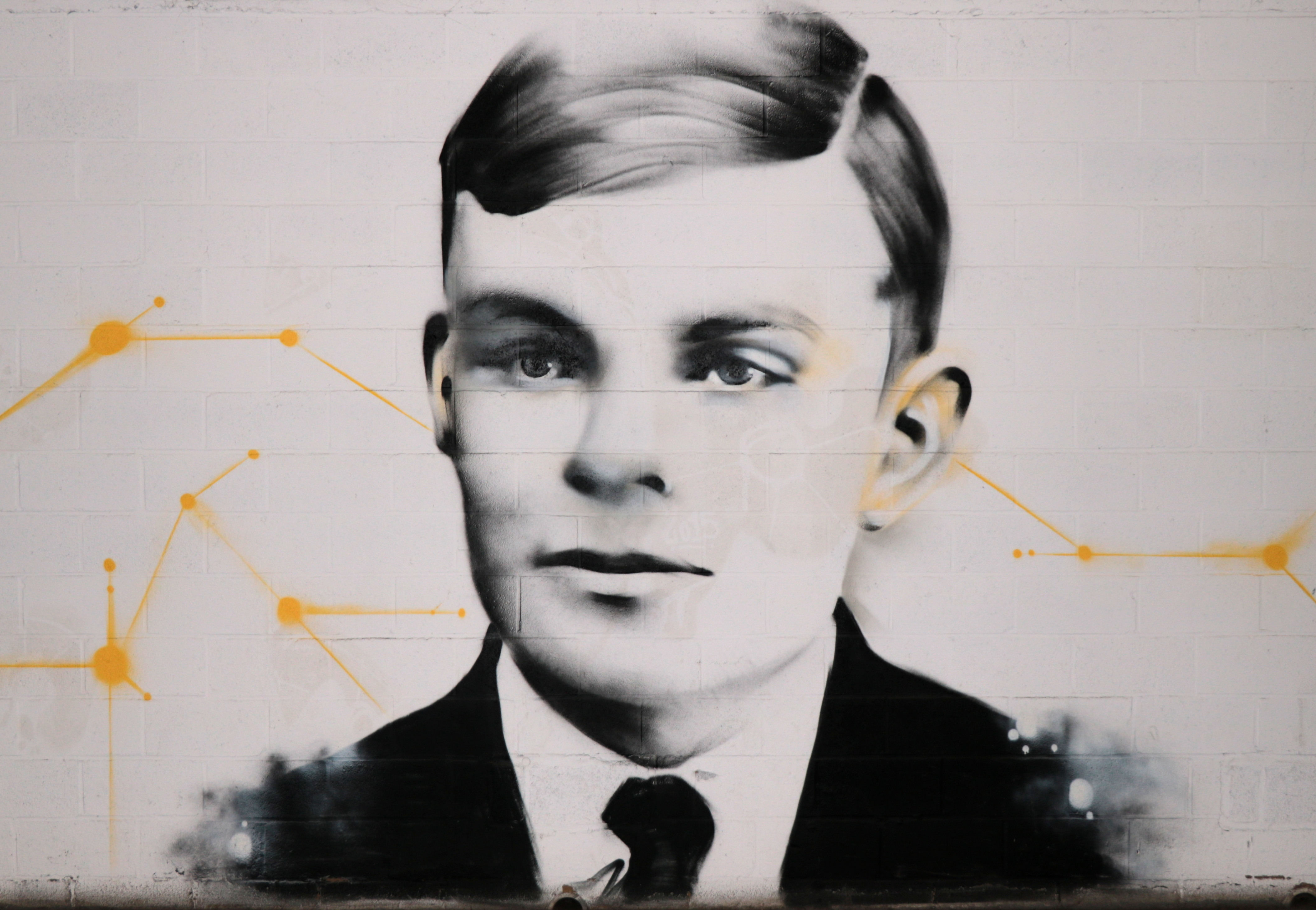
Alan Turing.
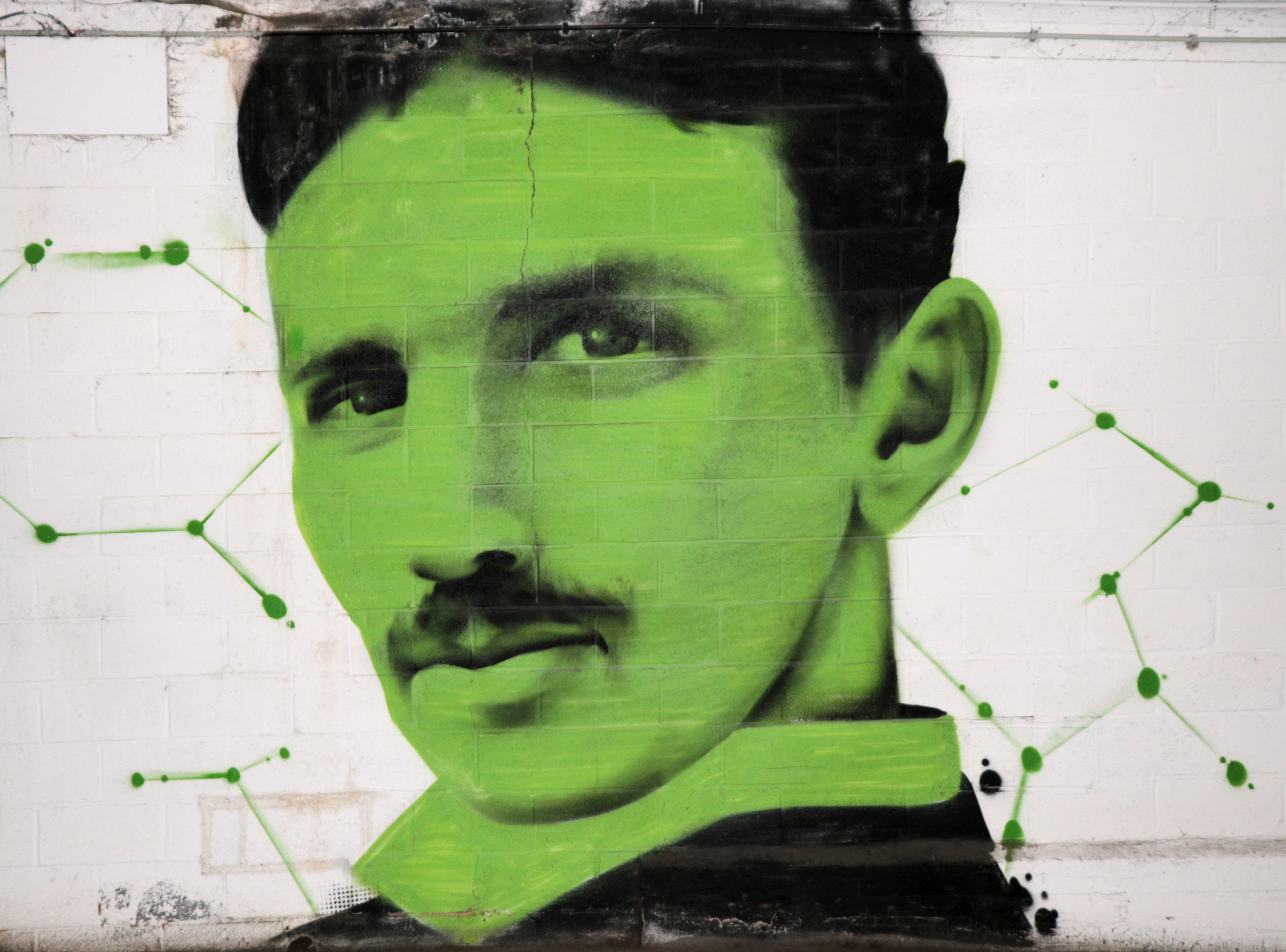
Nikola Tesla.

### Art public aux abords de la place des Sciences
Les environs de la place des Sciences sont également ornés de plusieurs œuvres d'art public.

#### Sculptures
Au centre de la place Galilée, qui jouxte la place des Sciences, trône la Fontaine Galilée réalisée en 1978 par le sculpteur Jean Willame,. Cette fontaine non figurative de douze tonnes en pierre bleue des carrières de Denée, est surnommée affectueusement la « Crotte de mammouth » par les étudiants,,. Elle n'est pas raccordée à l'eau pour des raisons techniques, « au plus grand regret de l'artiste ».
À l'arrière du Musée L, dans la rue Archimède, se situe le jardin des sculptures du musée où on peut admirer plusieurs sculptures en pierre bleue (petit granit) : la Baigneuse de l'artiste André Eijberg (1929 - 2012) et deux réalisations du sculpteur bruxellois Michel Smolders (1929 - 2015) : L'enclume et Figure couchée,,.

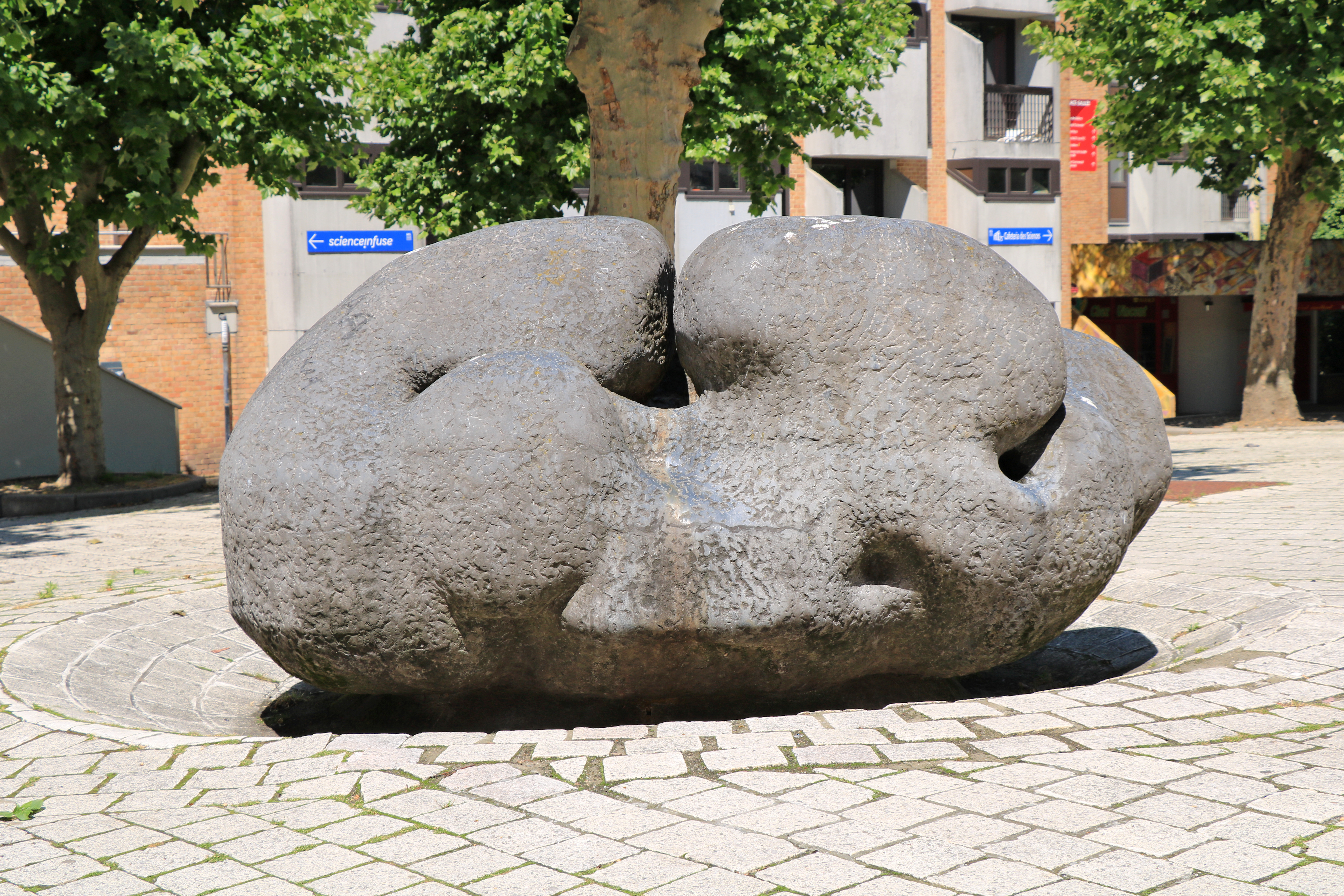
Fontaine Galilée (Jean Willame), surnommée la « Crotte de mammouth » .
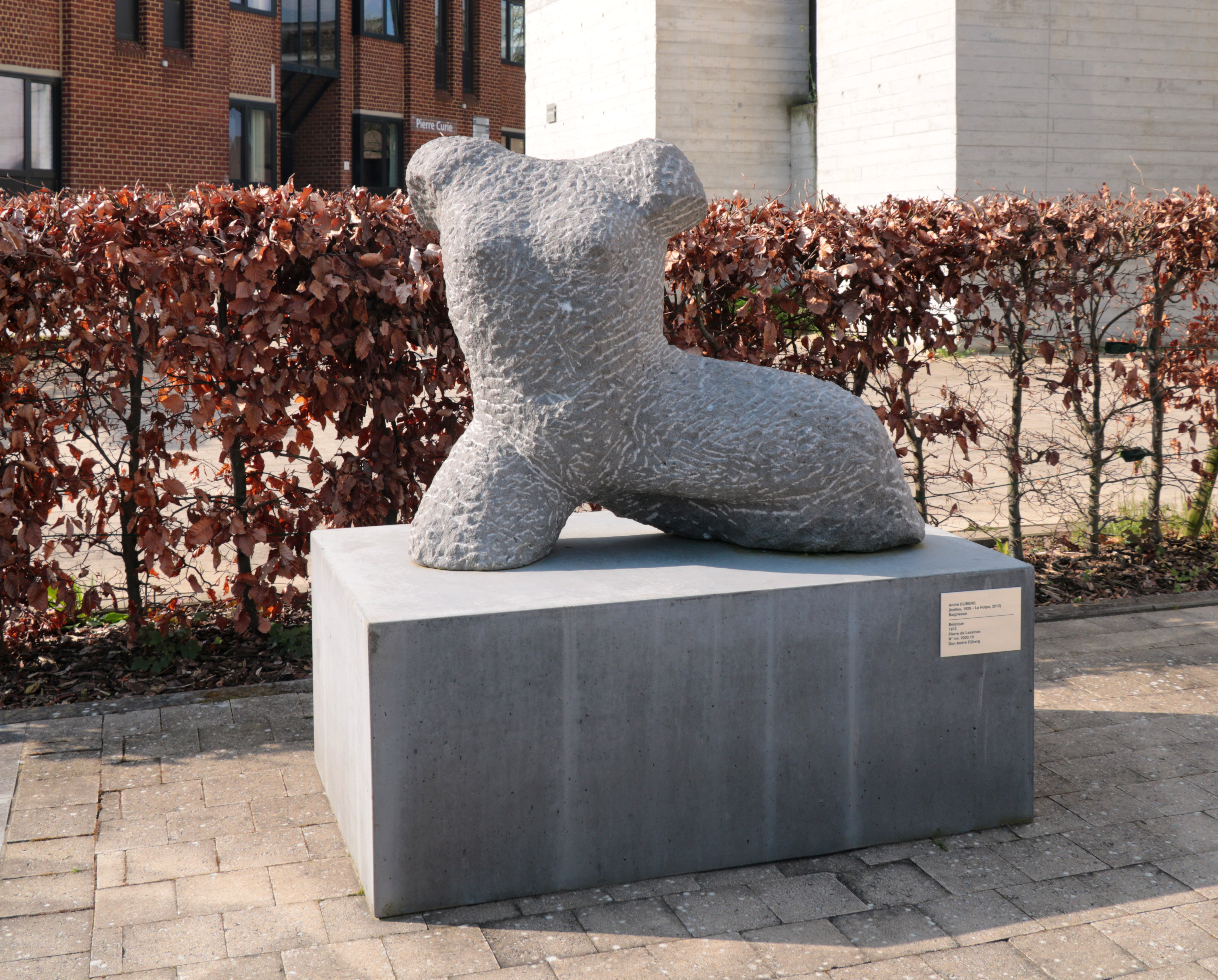
Baigneuse (André Eijberg).
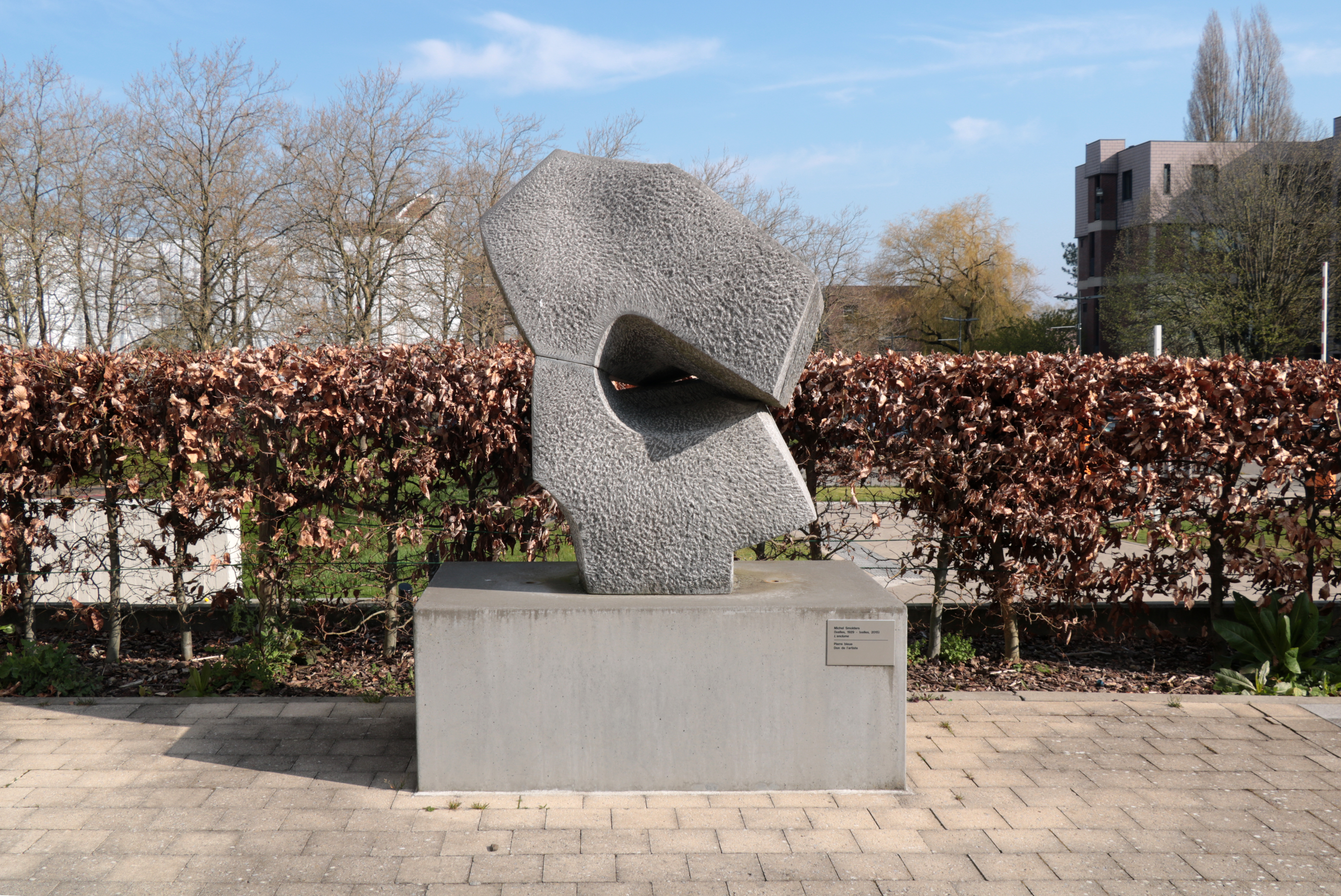
L'enclume (Michel Smolders).
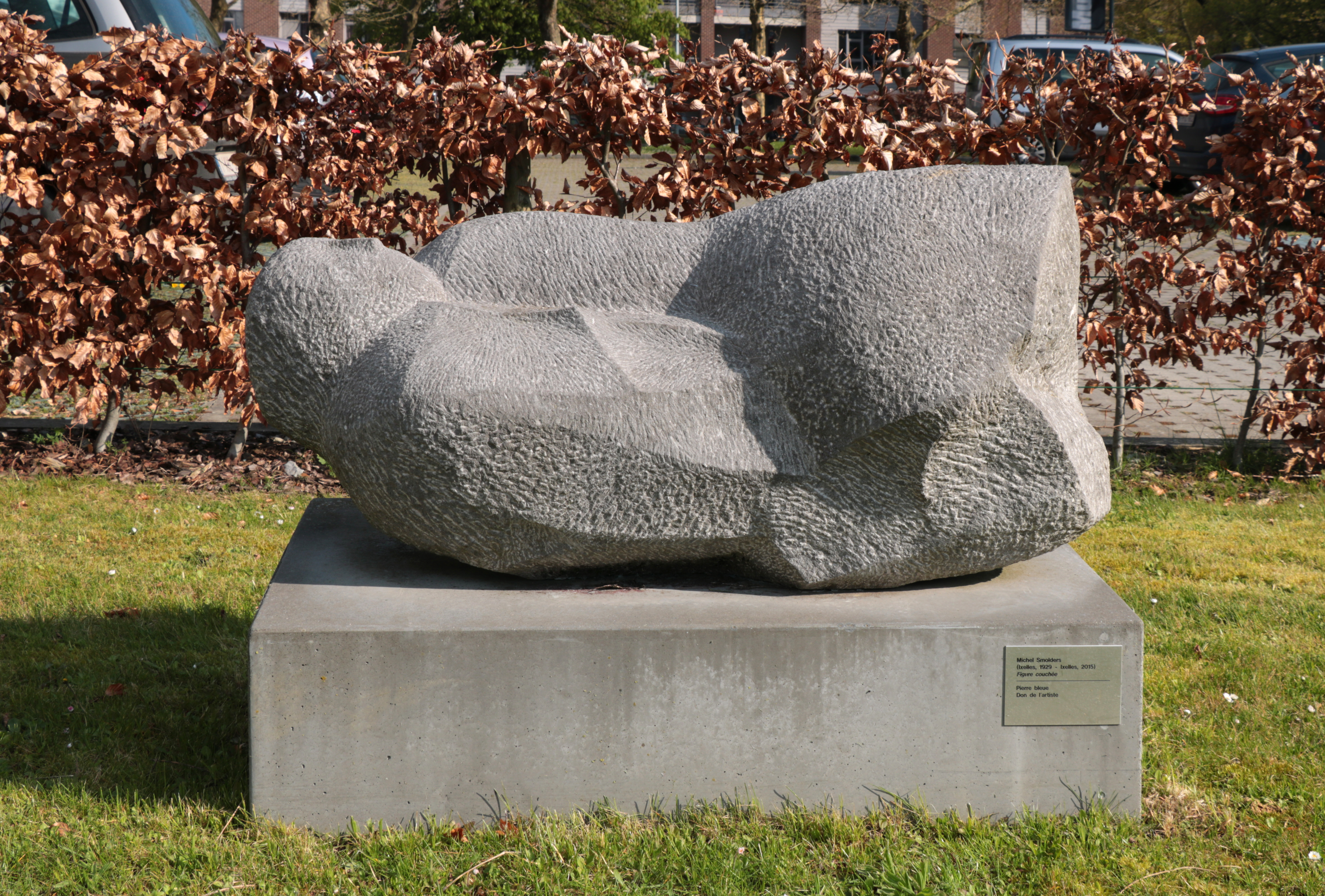
Figure couchée (Michel Smolders).

#### Peintures murales
Au centre de la place Galilée trône la Fontaine Galilée réalisée en 1978 par le sculpteur Jean Willame,. Cette fontaine non figurative de douze tonnes en pierre bleue des carrières de Denée, est surnommée affectueusement la « Crotte de mammouth » par les étudiants,,. Elle n'est pas raccordée à l'eau pour des raisons techniques, « au plus grand regret de l'artiste ».
La fresque  Tendre Violette a été réalisée en 2004 par le dessinateur Jean-Claude Servais avec des étudiants du « Kot BD » dans la ruelle Saint-Éloi,,. La jolie blonde cueille avec insouciance des fleurs des champs en chantant « Aux marches du palais ». En 2013, la fresque est endommagée car le mur s'écaille et, en accord avec l'artiste, le service UCL Culture décide de faire repeindre la fresque à l'identique par des membres de la maison des jeunes de Louvain-la-Neuve,.
Dans la ruelle Dédale, la fresque Les Baleines publiques de la série Broussaille, du dessinateur Frank Pé dans la ruelle Dédale, est une bande dessinée en 5 parties réalisée en 1993 par le « Kot BD » avec le concours de l'Administration des domaines de l'UCL et du comité de gestion des « kots à projets ».
En 2021, durant le festival d'art urbain Fresh Paint OLLN,, Jaune, un artiste belge originaire de Beauvechain, réalise des pochoirs mettant en scène des ouvriers communaux dans des situations humoristiques à huit endroits de Louvain-la-Neuve,. L'artiste, qui entend mettre en évidence ces ouvriers qui évoluent en arrière-plan de manière presque invisible alors qu'ils portent des tenues fluorescentes, a peint sur le mur du restaurant universitaire de la place Galilée des ouvriers communaux qui affrontent un énorme monstre de couleur rose, bien plus grand qu'eux.

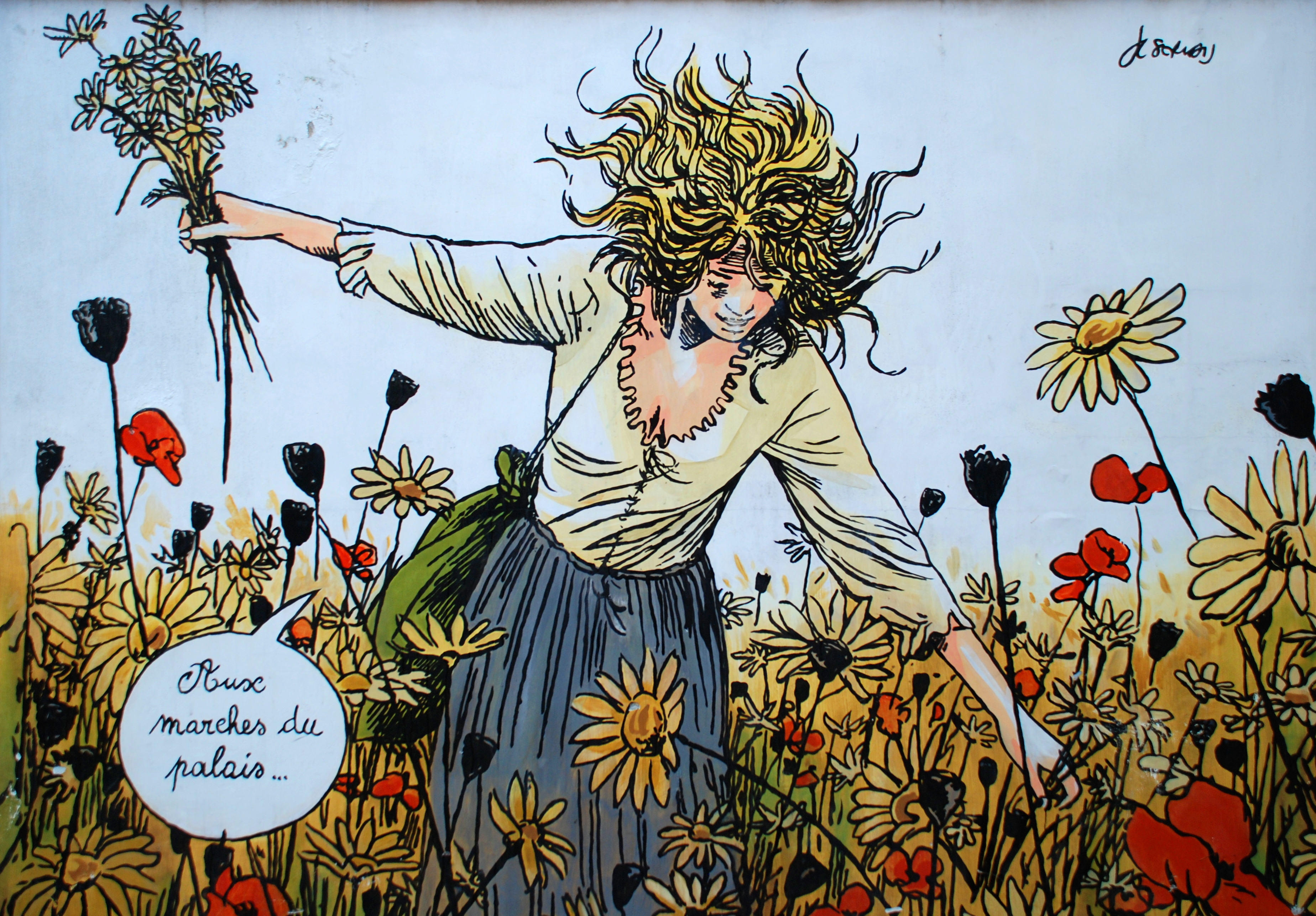
Tendre Violette.
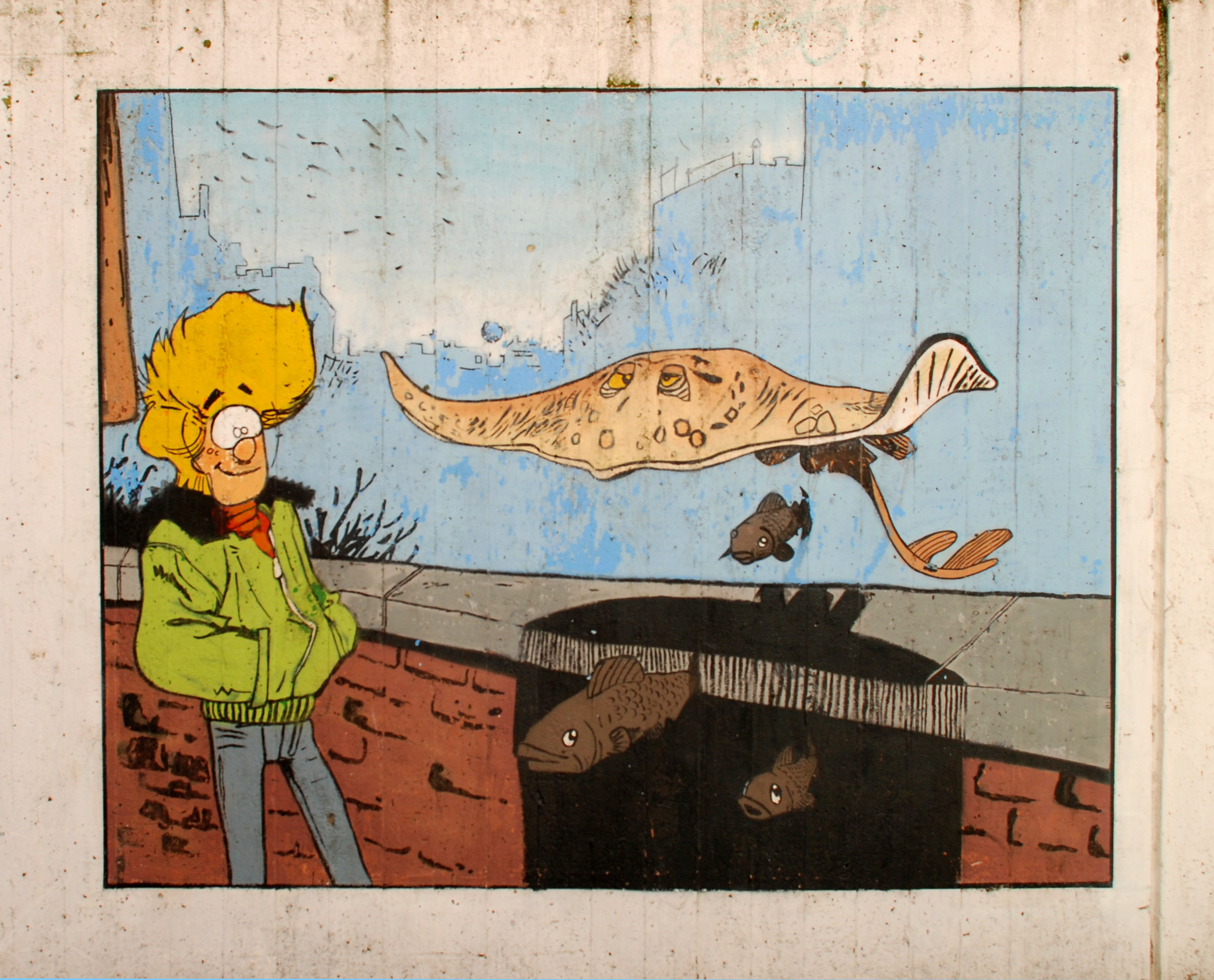
Broussaille.
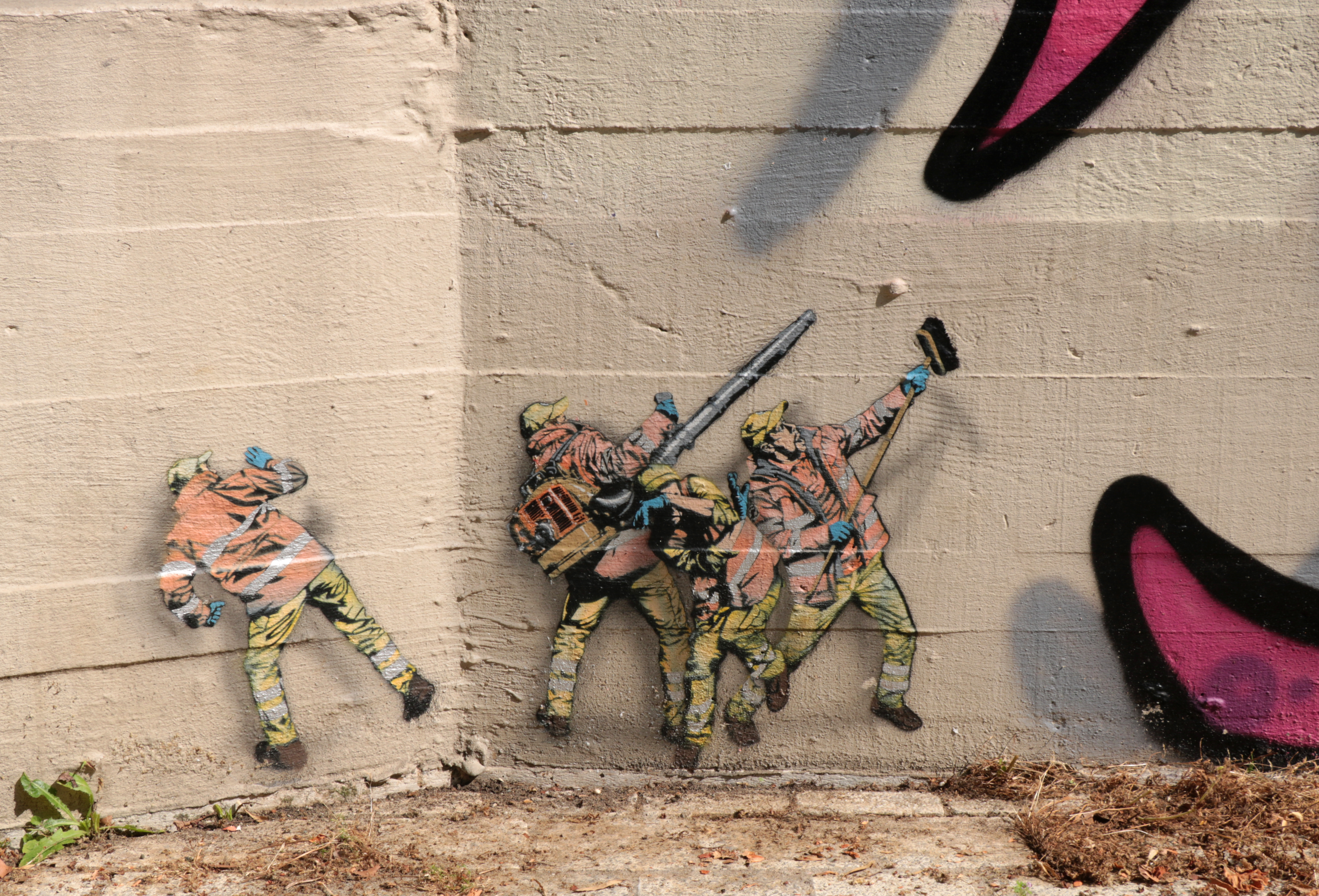
Les ouvriers communaux de Jaune affrontant le monstre
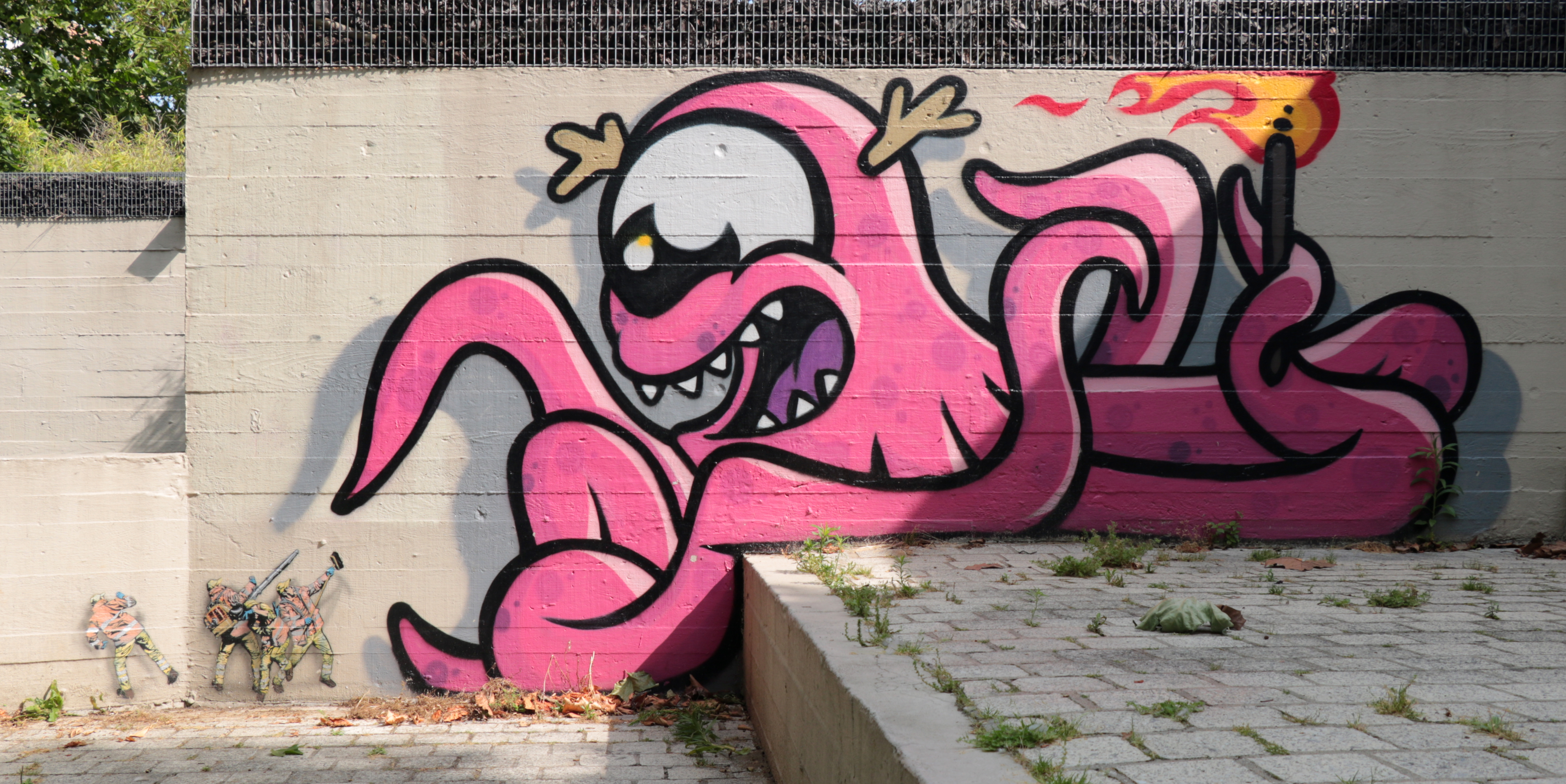
Les ouvriers et le monstre.